# Leichtathletik-Weltmeisterschaften 2009/Marathon der Frauen

Die Zielankunft in den Gehwettbewerben und im Marathonlauf war das Berliner Brandenburger Tor

Der Marathonlauf der Frauen bei den Leichtathletik-Weltmeisterschaften 2009 fand am 23. August 2009 um 11:15 Ortszeit in den Straßen der deutschen Hauptstadt Berlin statt und war der dritte Lauf des World Marathon Majors des Jahres.
Weltmeisterin wurde die chinesische Asienmeisterin von 2005 über 5000 und 10.000 Meter Bai Xue. Rang zwei belegte die Japanerin Yoshimi Ozaki. Bronze ging an die Äthiopierin Aselefech Mergia.
Außerdem gab es wieder eine Teamwertung, den sogenannten Marathon-Cup. Entsprechend hoch war die Teilnehmerzahl. Erlaubt waren fünf Läuferinnen je Nation, von denen für die Wertung die Zeiten der jeweils besten drei addiert wurden. Dieser Wettbewerb zählte allerdings nicht zum offiziellen Medaillenspiegel. Es siegte die Mannschaft aus China vor Japan und Äthiopien.

## Bestehende Rekorde
| Weltrekord | 2:15:25 h | Paula Radcliffe | London-Marathon 2003, Großbritannien | 13. April 2003  |
| WM-Rekord  | 2:20:57 h | Paula Radcliffe | WM 2005 in Helsinki, Finnland        | 14. August 2005 |

Der bestehende WM-Rekord wurde bei diesen Weltmeisterschaften nicht eingestellt und nicht verbessert.

## Doping
Im Biologischen Pass der zunächst achtplatzierten Russin Nailja Julamanowa wurden kurz vor den Olympischen Spielen 2008 wie auch bei zwei weiteren russischen Athletinnen nicht erklärbare Abweichungen festgestellt. Die IAAF sprach eine Sperre von zwei Jahren aus. Julamanowas seit dem 15. August 2009 erzielte Resultate wurden annulliert.

## Rennverlauf
Die Weltrekordhalterin Paula Radcliffe, die Weltjahresbeste Irina Mikitenko und die Titelverteidigerin Catherine Ndereba waren hier in Berlin nicht an den Start. In eher mäßigem Renntempo erreichte eine vergleichsweise große Führungsgruppe von 24 Läuferinnen die Halbmarathonmarke in 1:13:39 h. Nach und nach fielen immer mehr Wettbewerberinnen aus der Spitzengruppe heraus, bis bei Kilometer 35 nur noch die drei späteren Medaillengewinnerinnen das Rennen anführten. Die beiden Chinesinnen Zhou und Zhu folgten zwar bis zum Schluss nur wenige Sekunden dahinter, konnten das Führungstrio aber nicht einholen. Die Mitfavoritin Kara Goucher aus den USA verlor in dieser Phase aufgrund von Magenproblemen den Anschluss an die Verfolgergruppe. Die Entscheidung über die Medaillenvergabe fiel erst auf dem letzten Kilometer, als sich Bai Xue zuerst von Aselefech Mergia und dann von Yoshimi Ozaki lösen konnte. Von 71 gestarteten Läuferinnen erreichten 61 das Ziel, zwei weitere wurden disqualifiziert.

## Ergebnis

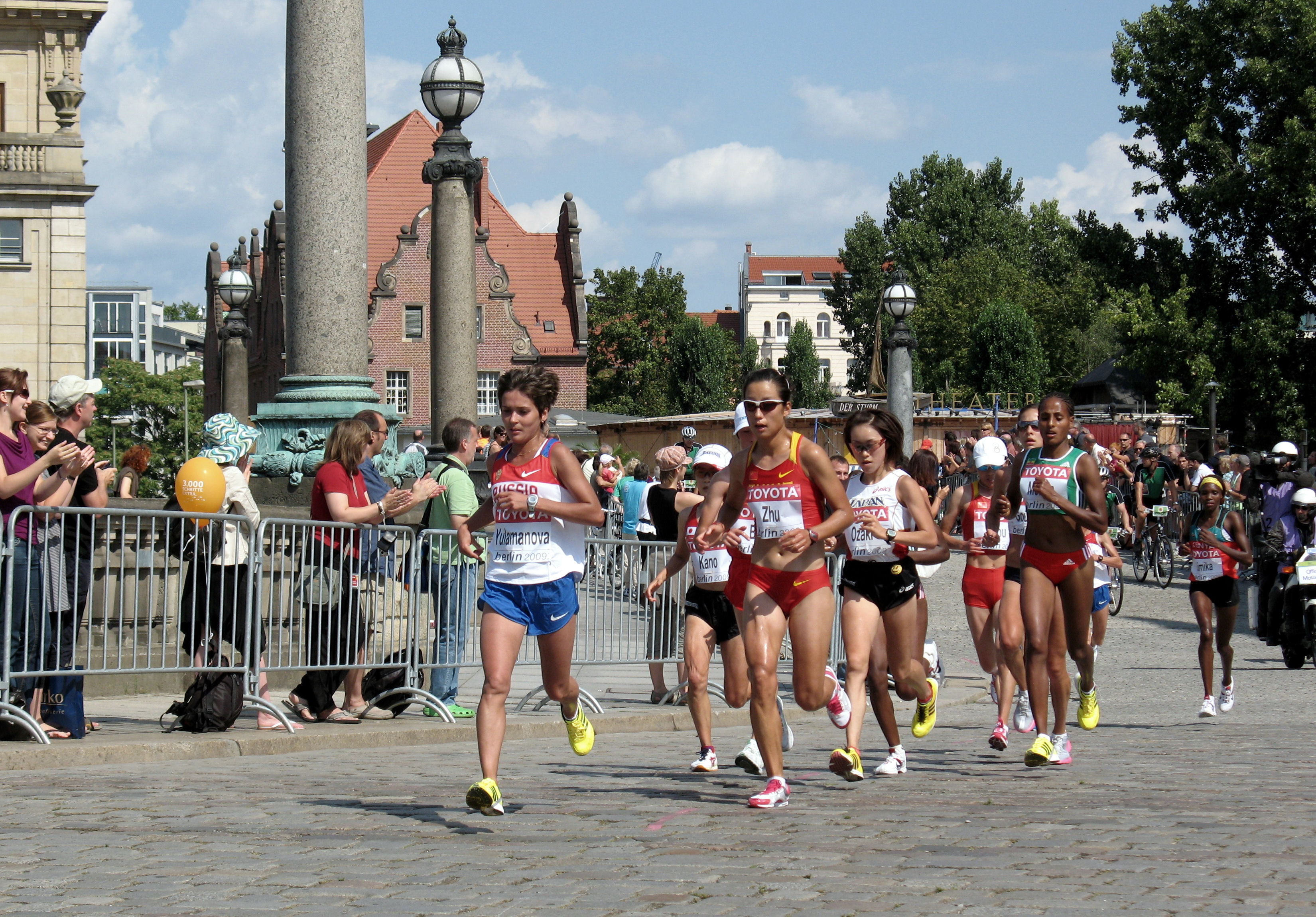
Spitzengruppe der Marathonläuferinnen

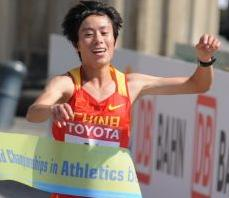
Bai Xue 2009 beim Zieleinlauf

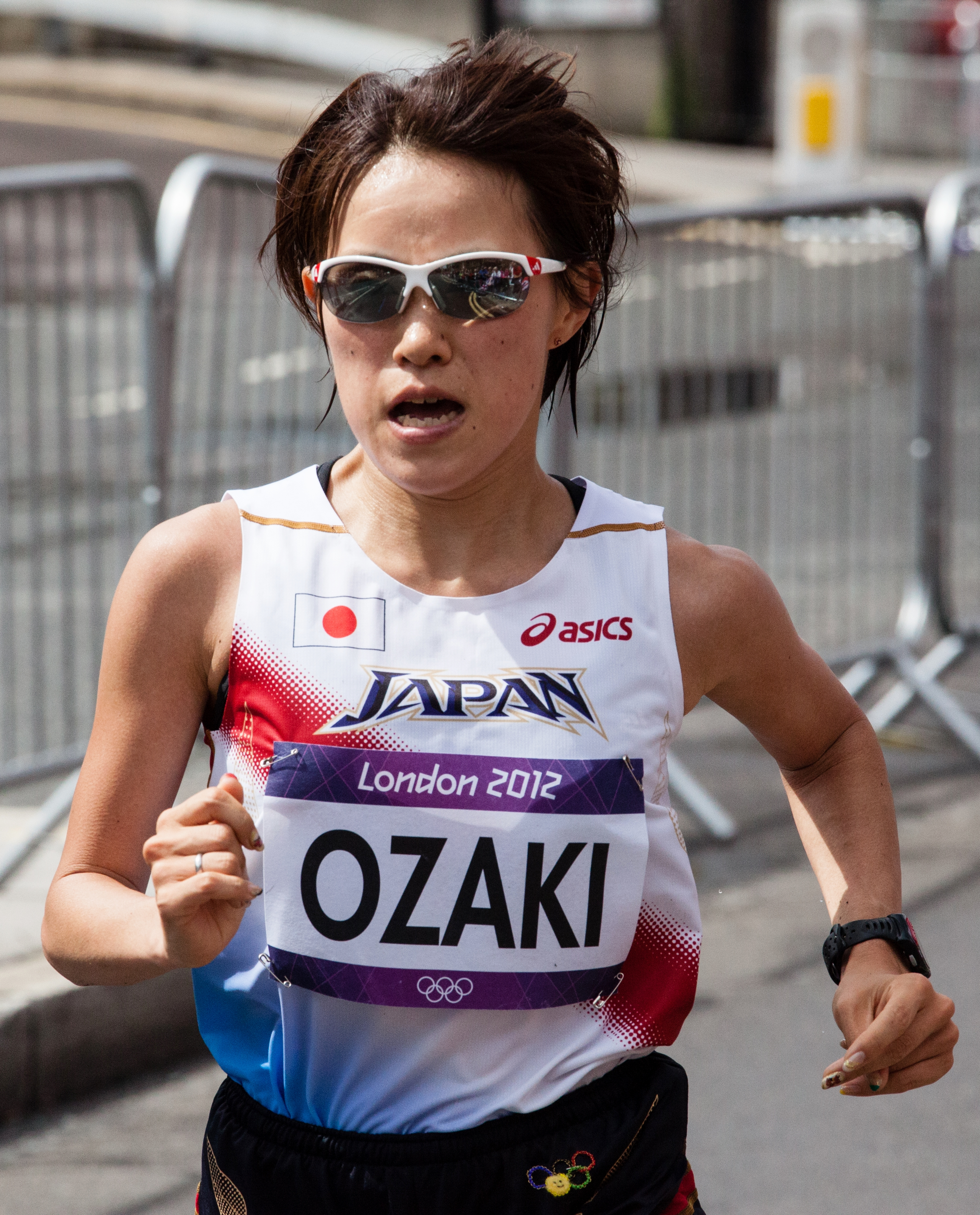
Vizeweltmeisterin Yoshimi Ozaki

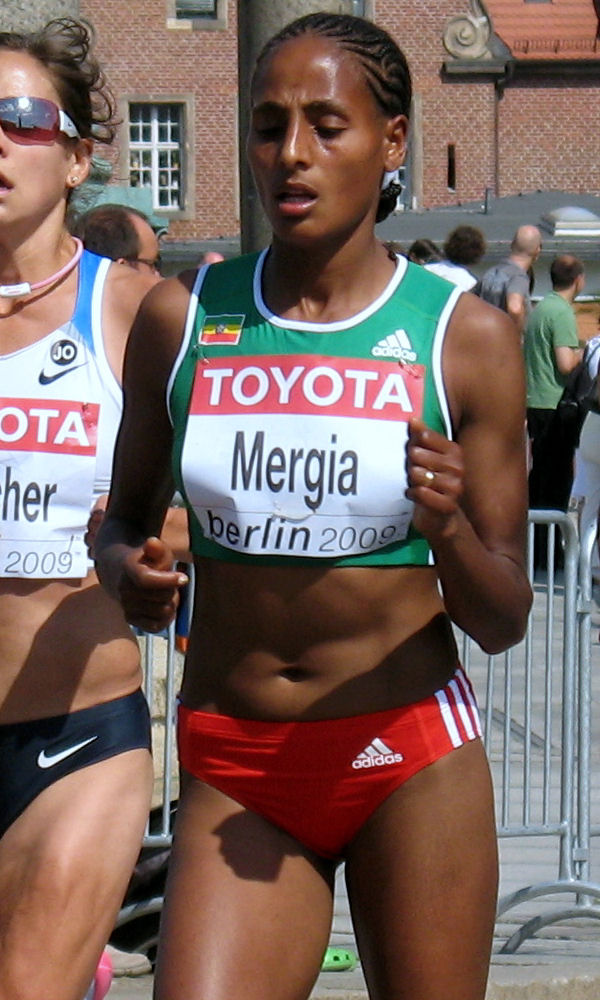
Bronzemedaillengewinnerin Aselefech Mergia

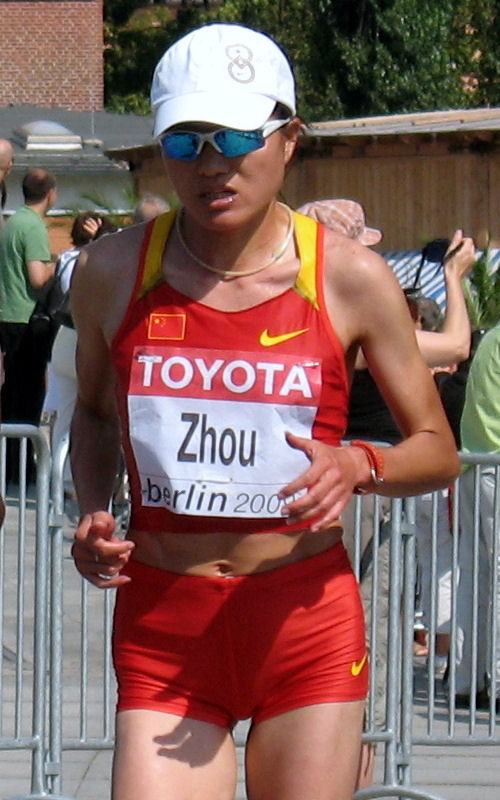
Zhou Chunxiu – Rang vier

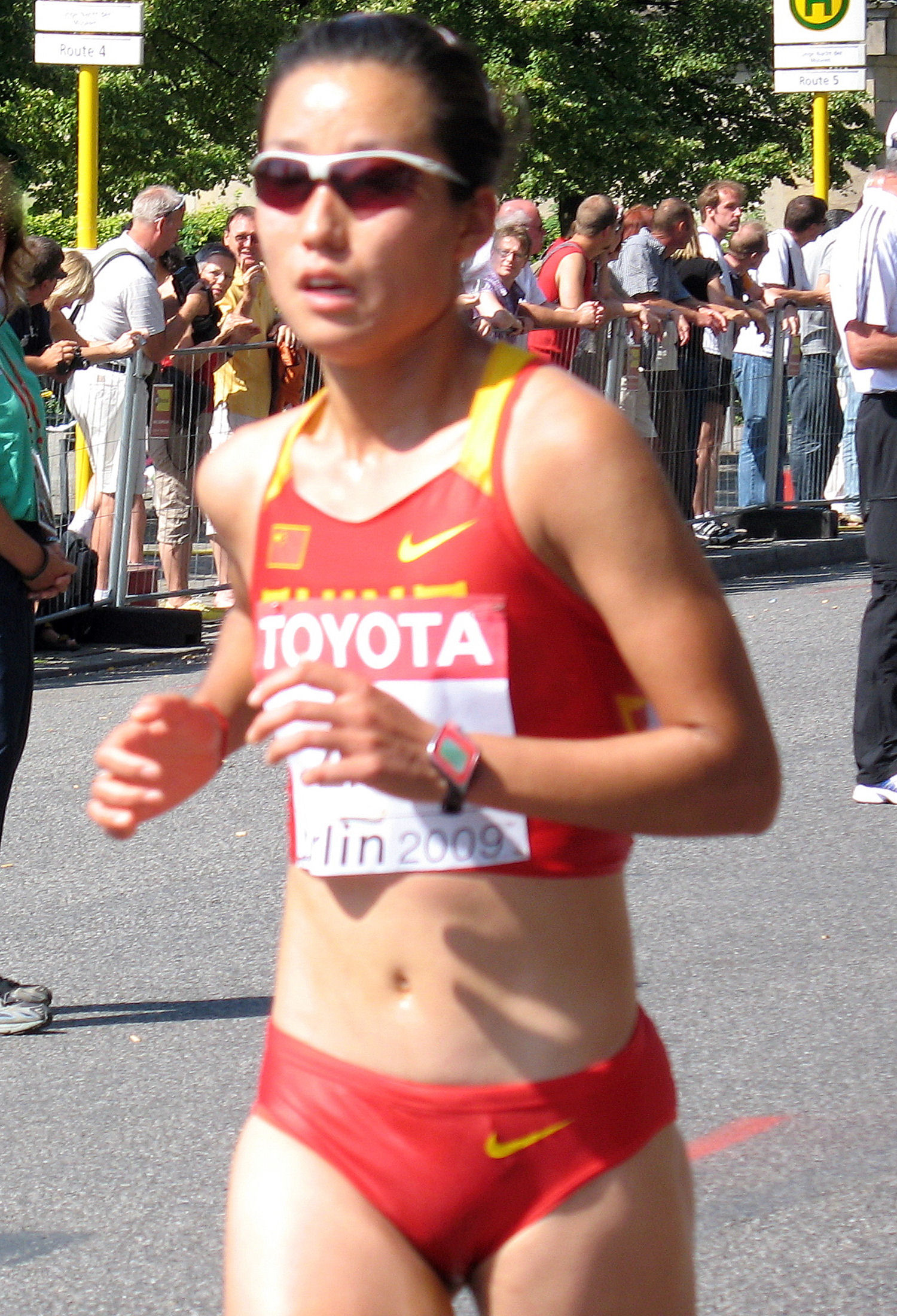
Zhu Xiaolin belegte Rang fünf

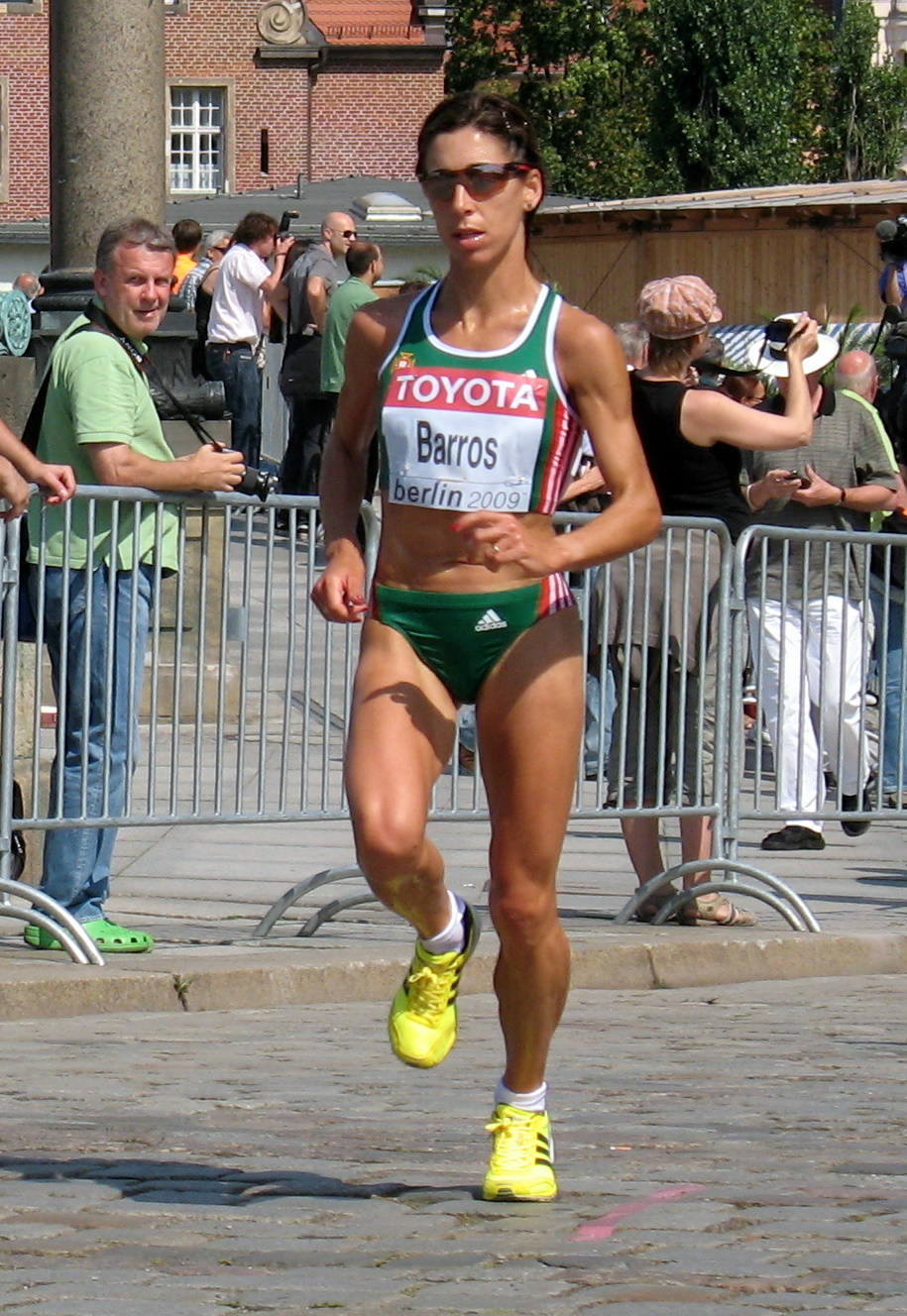
Die sechstplatzierte Marisa Barros

23. August 2009, 11:15 Uhr
| Platz | Athlet                       | Land                | Zeit (h)                              |
| ----- | ---------------------------- | ------------------- | ------------------------------------- |
|       | Bai Xue                      | Volksrepublik China | 2:25:15 SB                            |
|       | Yoshimi Ozaki                | Japan               | 2:25:25 SB                            |
|       | Aselefech Mergia             | Äthiopien           | 2:25:32                               |
| 04    | Zhou Chunxiu                 | Volksrepublik China | 2:25:39 SB                            |
| 05    | Zhu Xiaolin                  | Volksrepublik China | 2:26:08 SB                            |
| 06    | Marisa Barros                | Portugal            | 2:26:50                               |
| 07    | Yuri Kanō                    | Japan               | 2:26:57 SB                            |
| 08    | Alewtina Biktimirowa         | Russland            | 2:27:39 SB                            |
| 09    | Kara Goucher                 | USA                 | 2:27:48 SB                            |
| 10    | Desiree Davila               | USA                 | 2:27:53 PB                            |
| 11    | Julia Mumbi Muraga           | Kenia               | 2:28:59 SB                            |
| 12    | Sun Weiwei                   | Volksrepublik China | 2:29:39 SB                            |
| 13    | Yoshiko Fujinaga             | Japan               | 2:29:53                               |
| 14    | Swetlana Sacharowa           | Russland            | 2:29:55                               |
| 15    | Bezunesh Bekele              | Äthiopien           | 2:30:03                               |
| 16    | Sabrina Mockenhaupt          | Deutschland         | 2:30:07 SB                            |
| 17    | Lisa Jane Weightman          | Australien          | 2:30:42 PB                            |
| 18    | Živilė Balčiūnaitė           | Litauen             | 2:31:06 SB                            |
| 19    | Kim Kum-ok                   | Nordkorea           | 2:31:24                               |
| 20    | Irene Limika                 | Kenia               | 2:31:29                               |
| 21    | Lidia Șimon                  | Rumänien            | 2:32:03                               |
| 22    | Dire Tune                    | Äthiopien           | 2:32:42                               |
| 23    | Beata Naigambo               | Namibia             | 2:33:05 PB                            |
| 24    | Alessandra Aguilar           | Spanien             | 2:33:38                               |
| 25    | Épiphanie Nyirabaramé        | Ruanda              | 2:33:59 NR                            |
| 26    | Atsede Baysa                 | Äthiopien           | 2:36:04                               |
| 27    | Tera Moody                   | USA                 | 2:36:39 SB                            |
| 28    | Olga Glock                   | Russland            | 2:36:57                               |
| 29    | Paige Higgins                | USA                 | 2:37:11 SB                            |
| 30    | Yukiko Akaba                 | Japan               | 2:37:43                               |
| 31    | Ljubow Morgunowa             | Russland            | 2:38:23                               |
| 32    | Jong Yong-ok                 | Nordkorea           | 2:38:29                               |
| 33    | Susanne Hahn                 | Deutschland         | 2:38:39                               |
| 34    | Mary Davies                  | Neuseeland          | 2:38:48 PB                            |
| 35    | Tara Quinn-Smith             | Kanada              | 2:39:19 SB                            |
| 36    | Risper Jemeli Kimaiyo        | Kenia               | 2:39:23                               |
| 37    | Patrizia Morceli             | Schweiz             | 2:39:37                               |
| 38    | Sun Suk-yun                  | Südkorea            | 2:39:56                               |
| 39    | Judith Ramírez               | Mexiko              | 2:40:18                               |
| 40    | Fiona Docherty               | Neuseeland          | 2:40:18 PB                            |
| 41    | Un Suk-phyo                  | Nordkorea           | 2:40:39                               |
| 42    | Adriana Aparecida da Silva   | Brasilien           | 2:40:54 PB                            |
| 43    | Shireen Crumpton             | Neuseeland          | 2:41:31 SB                            |
| 44    | Tanith Maxwell               | Südafrika           | 2:41:48 SB                            |
| 45    | Annemette Aagaard            | Dänemark            | 2:42:03 SB                            |
| 46    | Martha Komu                  | Kenia               | 2:42:14 SB                            |
| 47    | Chol Sun-kim                 | Nordkorea           | 2:41:18                               |
| 48    | Patricia Lossouarn           | Frankreich          | 2:42:40                               |
| 49    | Laurene Klein                | Frankreich          | 2:42:47                               |
| 50    | Zolla Gómez                  | USA                 | 2:42:49 SB                            |
| 51    | Remalda Kergytė              | Litauen             | 2:45:28 SB                            |
| 52    | Park Ho-sun                  | Südkorea            | 2:47:16                               |
| 53    | Stephanie Briand             | Frankreich          | 2:48:16                               |
| 54    | Yamna Oubouhou               | Frankreich          | 2:50:02 SB                            |
| 55    | Hilaria Johannes             | Namibia             | 2:50:19 SB                            |
| 56    | Sandra Ruales                | Ecuador             | 2:50:36                               |
| 57    | Jane Suuto                   | Uganda              | 2:52:44                               |
| 58    | Cecile Moynot                | Frankreich          | 2:54:21                               |
| 59    | Nuța Olaru                   | Rumänien            | 3:00:59                               |
| DNF   | Maria Zeferina Baldaia       | Brasilien           |                                       |
| DNF   | Robe Guta                    | Äthiopien           |                                       |
| DNF   | Ulrike Maisch                | Deutschland         |                                       |
| DNF   | Luminita Zaituc              | Deutschland         |                                       |
| DNF   | Yeoryía Abatzídou            | Griechenland        |                                       |
| DNF   | Helena Loshanyang Kirop      | Kenia               |                                       |
| DNF   | Victoria Poludina            | Kirgisistan         |                                       |
| DNF   | Lee Sun-young                | Südkorea            |                                       |
| DNF   | Dulce María Rodríguez        | Mexiko              |                                       |
| DNF   | Luwsanlchündegiin Otgonbajar | Mongolei            |                                       |
| DSQ   | Magdaliní Gazéa              | Griechenland        | IAAF Rule 240.8e – Verpflegungsfehler |
| DOP   | Nailja Julamanowa            | Russland            | 2:27:08                               |
| DNS   | Clara Morales                | Chile               |                                       |
| DNS   | Luminița Talpoș              | Rumänien            |                                       |

## Marathon-Cup
| Platz | Land                | Athletinnen                                           | Zeit (h) |
| ----- | ------------------- | ----------------------------------------------------- | -------- |
| 1     | Volksrepublik China | Bai Xue Zhou Chunxiu Zhu Xiaolin                      | 7:17:02  |
| 2     | Japan               | Yoshimi Ozaki Yuri Kanō Yoshiko Fujinaga              | 7:22:15  |
| 3     | Äthiopien           | Aselefech Mergia Bezunesh Bekele Dire Tune            | 7:28:17  |
| 4     | USA                 | Kara Goucher Desiree Davila Tera Moody                | 7:32:20  |
| 5     | Russland            | Alewtina Biktimirowa Swetlana Sacharowa Olga Glock    | 7:34:31  |
| 6     | Kenia               | Julia Mumbi Muraga Irene Limika Risper Jemeli Kimaiyo | 7:39:51  |
| 7     | Nordkorea           | Jong Yong-ok Un Suk-phyo Chol Sun-kim                 | 7:50:32  |
| 8     | Neuseeland          | Mary Davies Fiona Docherty Shireen Crumpton           | 8:00:37  |
| 9     | Frankreich          | Patricia Lossouarn Laurene Klein Stephanie Briand     | 8:13:43  |

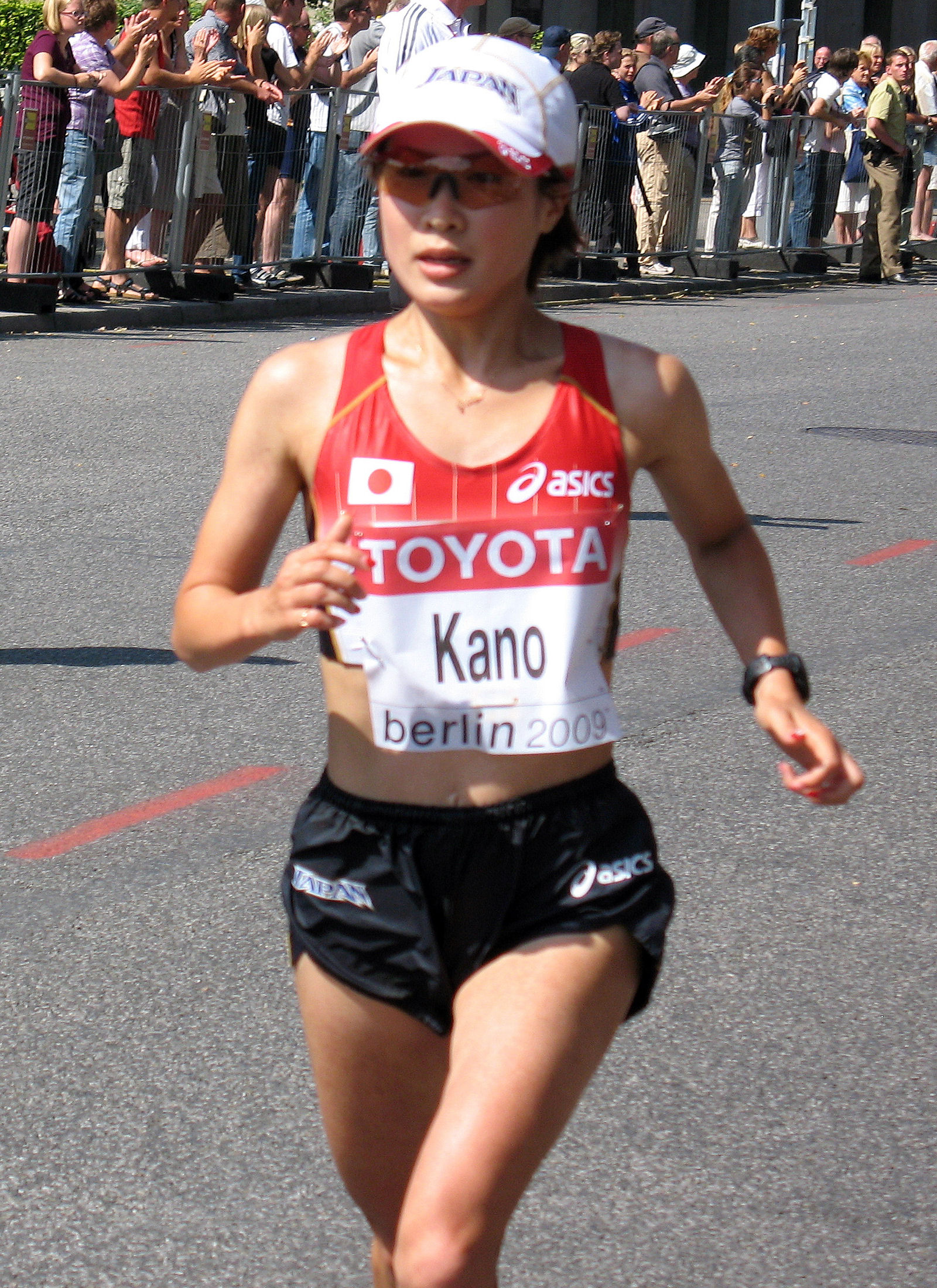
Yuri Kanō erreichte Platz sieben
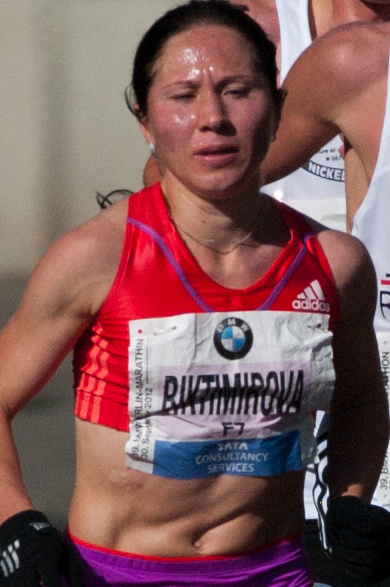
Alewtina Biktimirowa wurde Achte
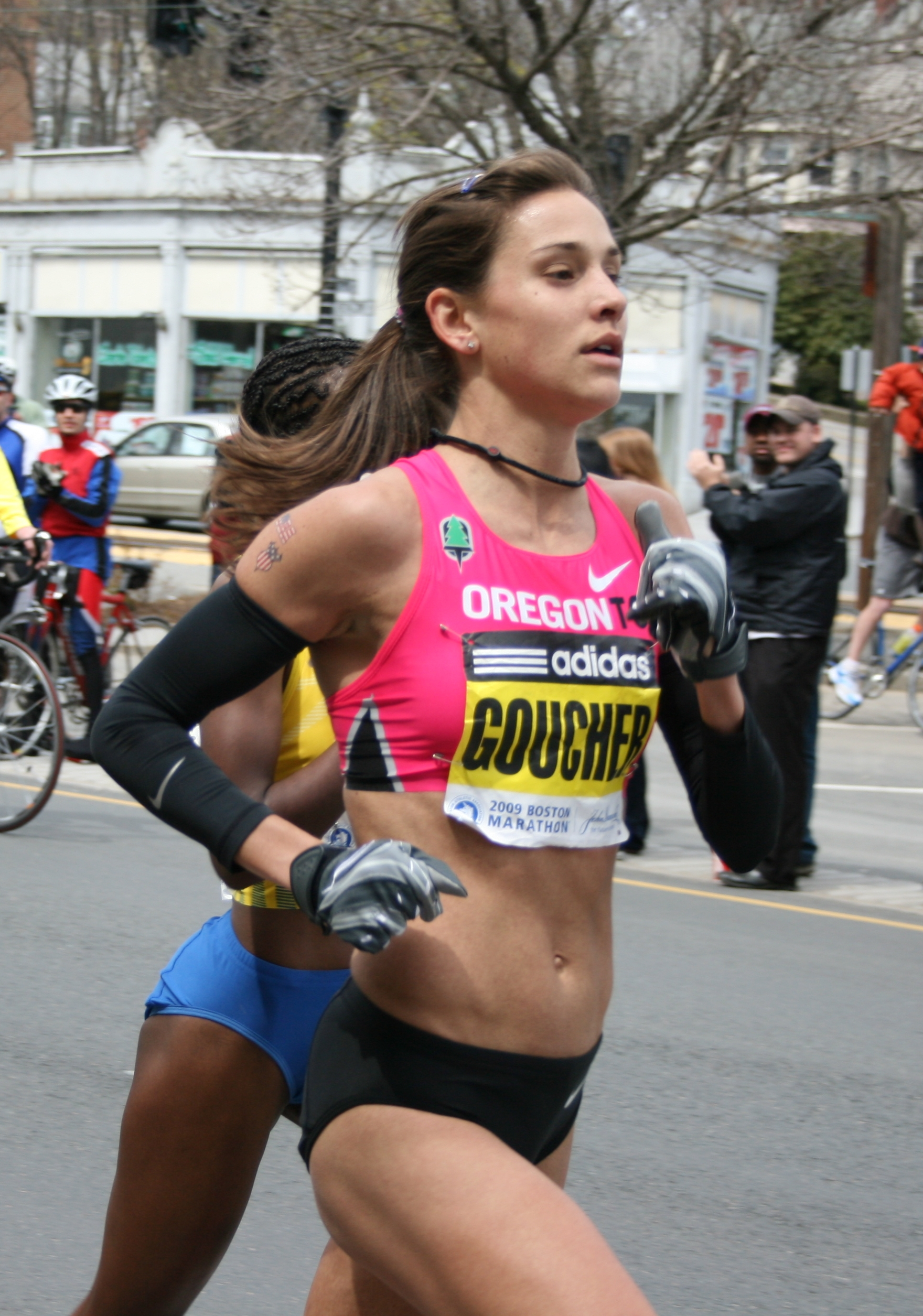
Rang neun für Kara Goucher
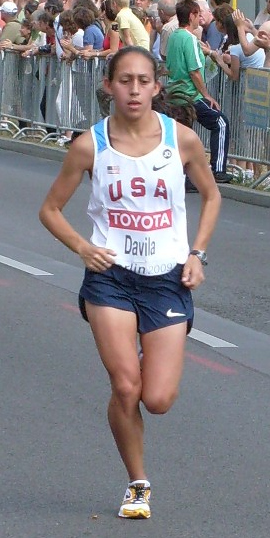
Desiree Davila kam auf den zehnten Platz
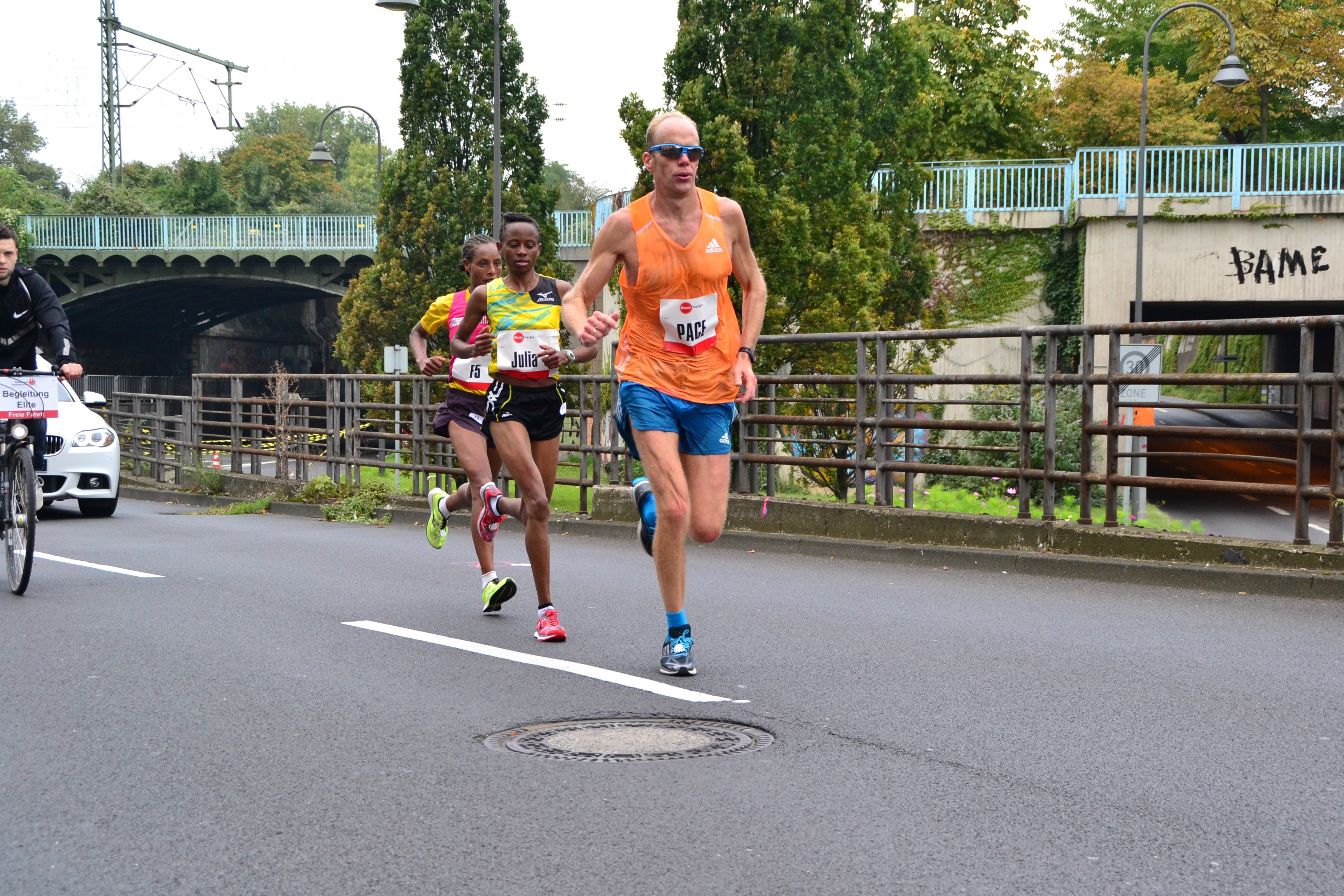
Julia Mumbi Muraga (Mitte) – Rang elf
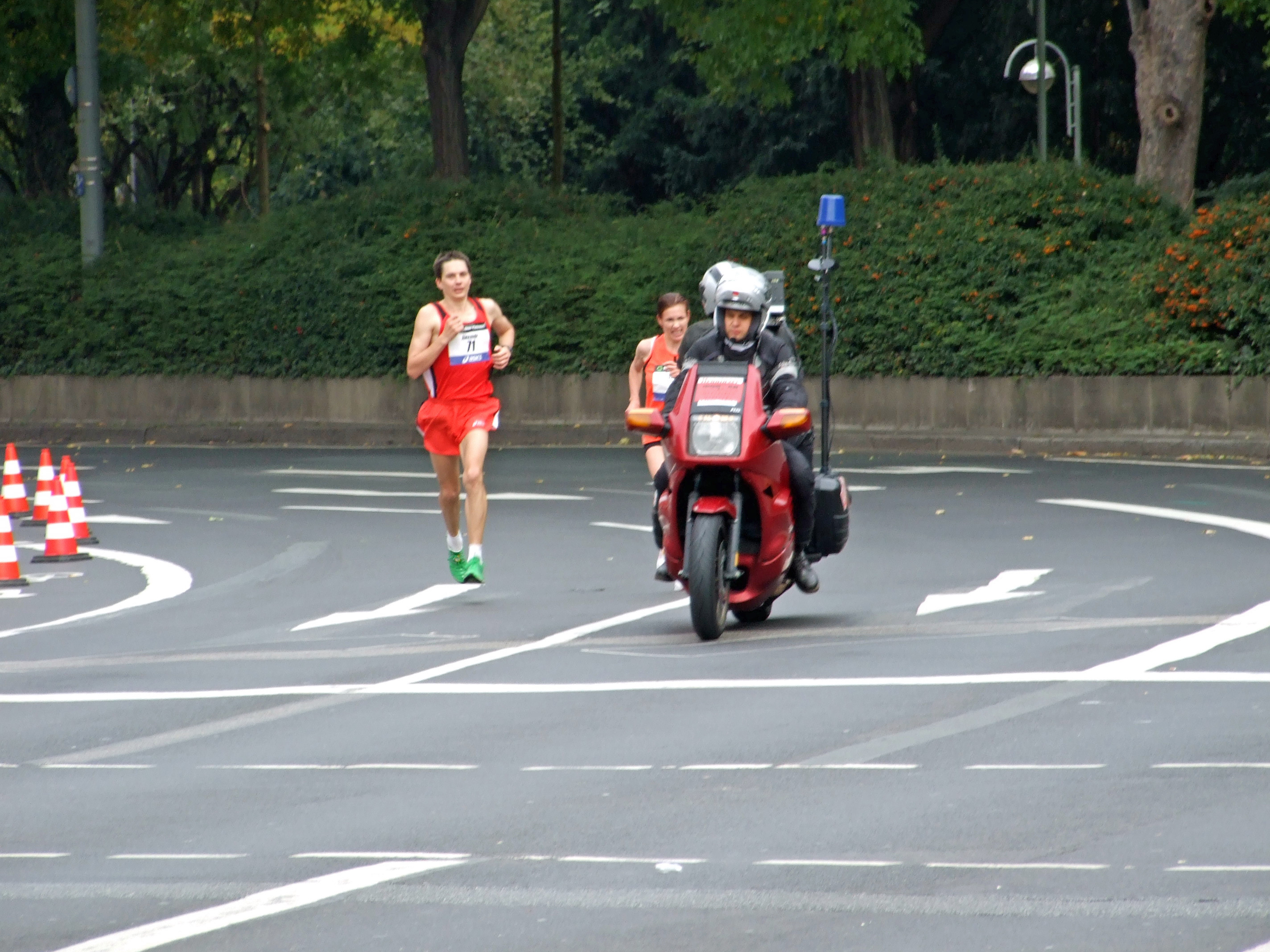
Swetlana Sacharowa – Rang vierzehn
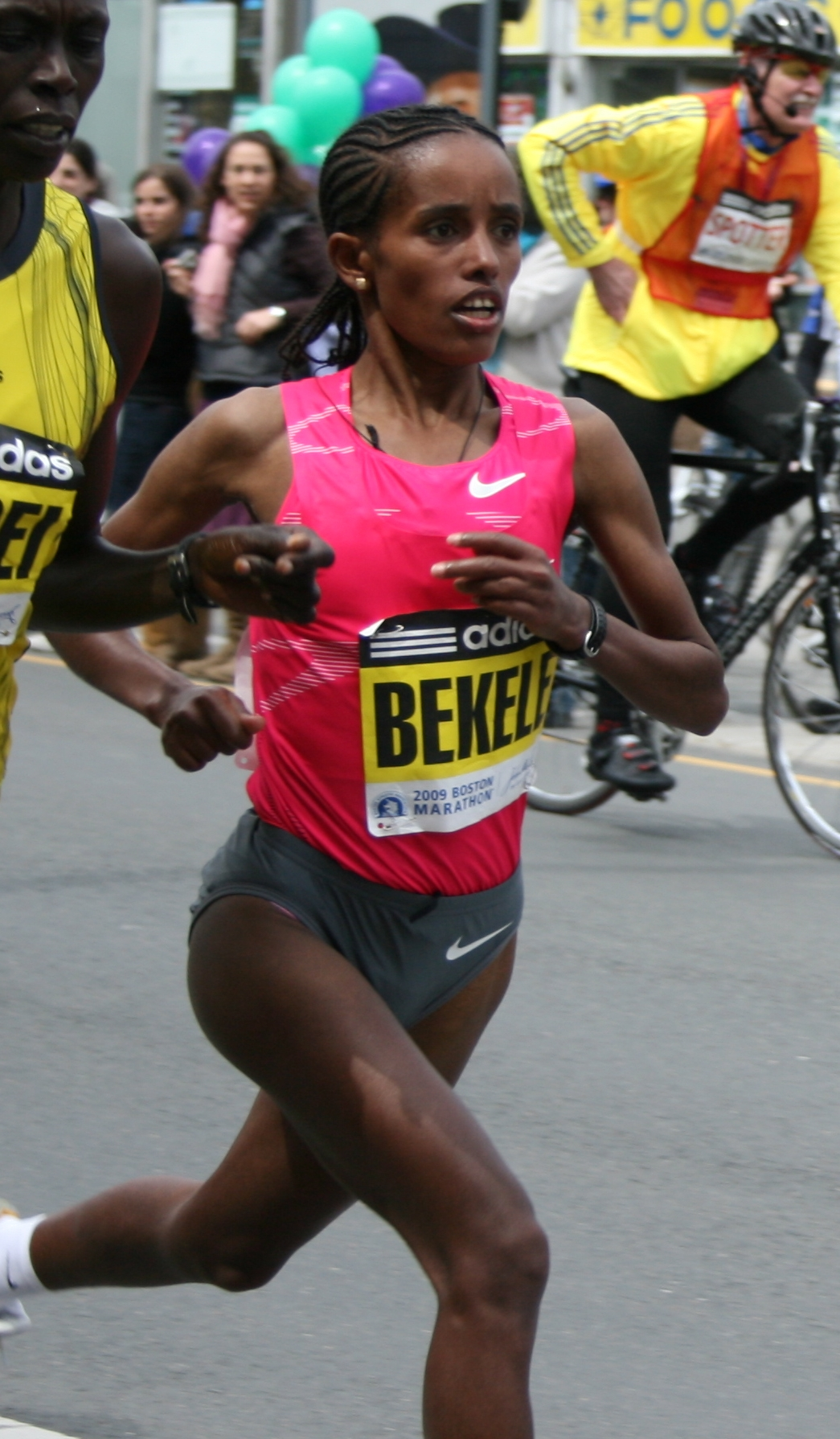
Bezunesh Bekele – Rang fünfzehn
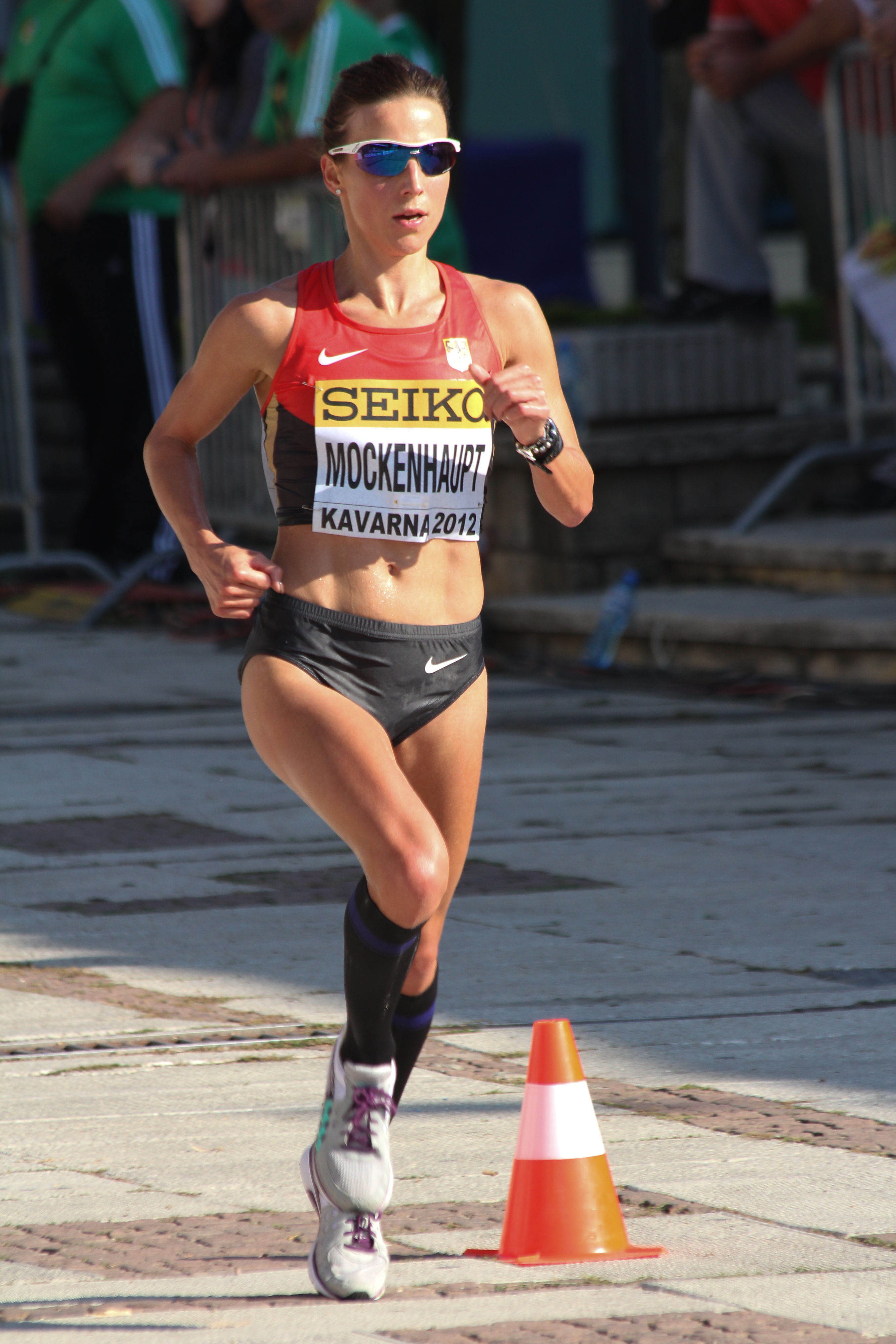
Sabrina Mockenhaupt – Rang sechzehn
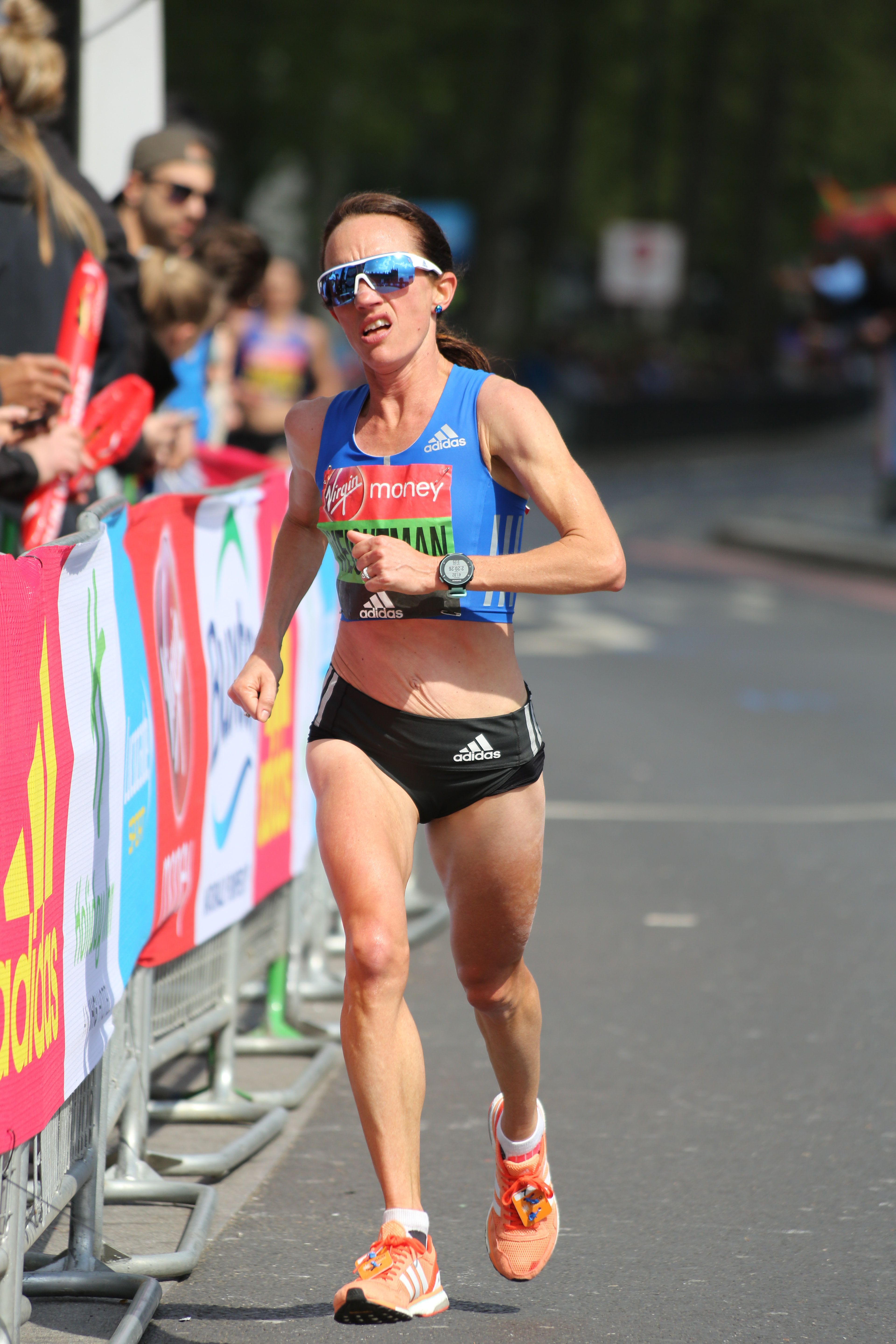
Lisa Jane Weightman – Rang siebzehn
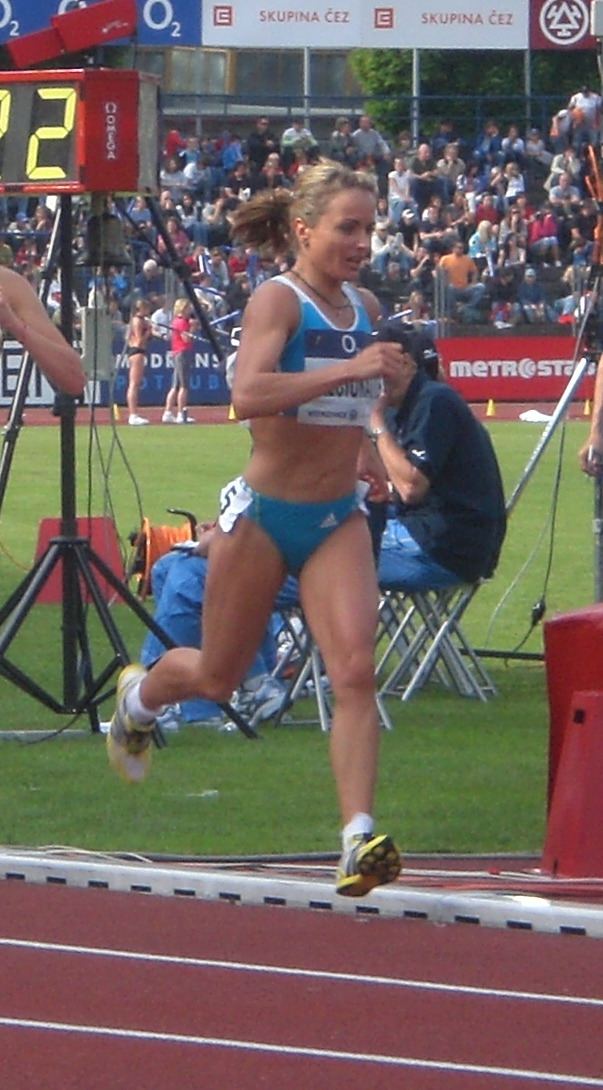
Živilė Balčiūnaitė – Rang achtzehn
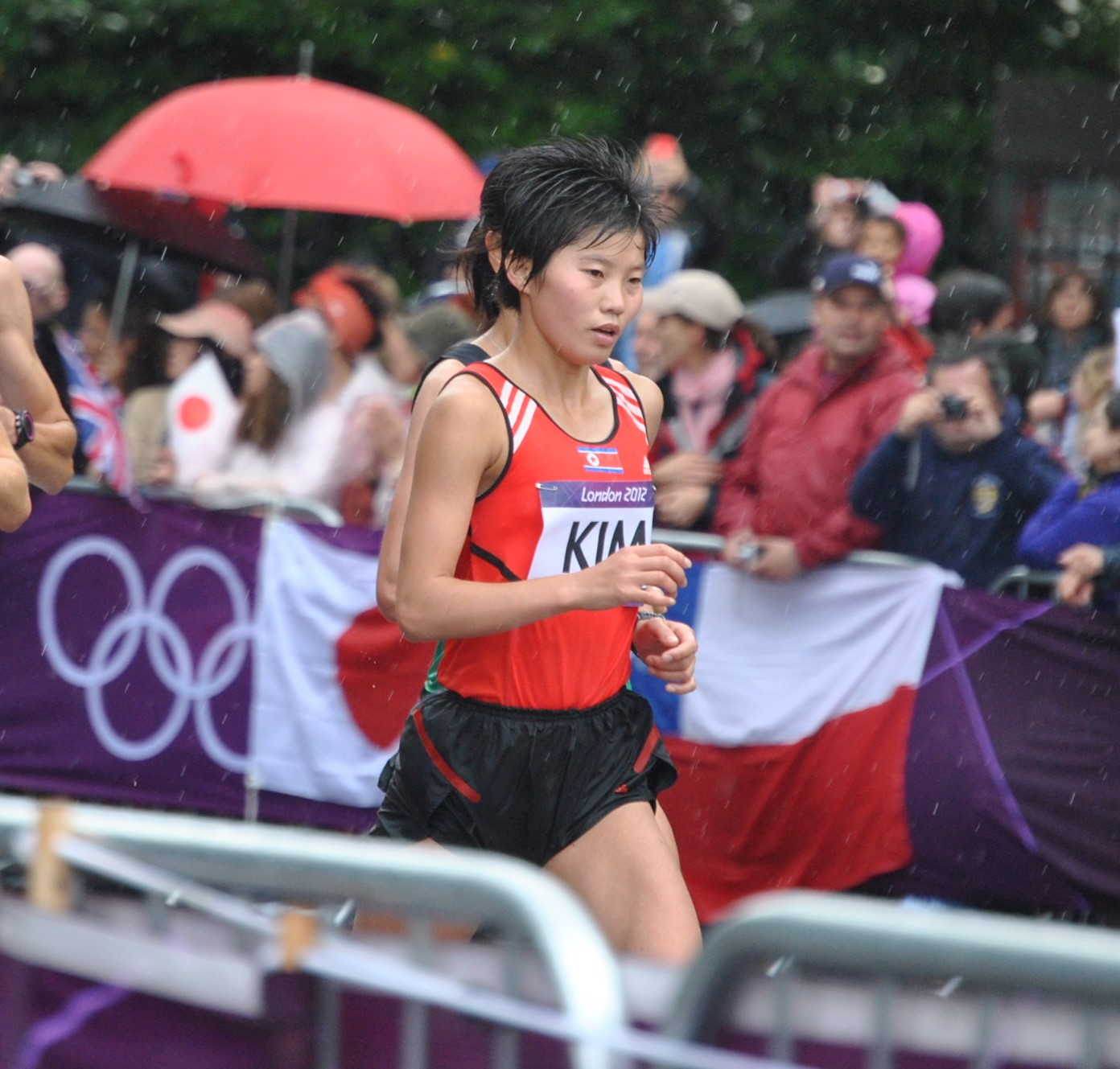
Kim Kum-ok – Rang neunzehn
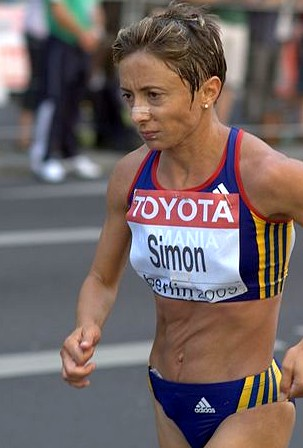
Lidia Șimon – Rang 21
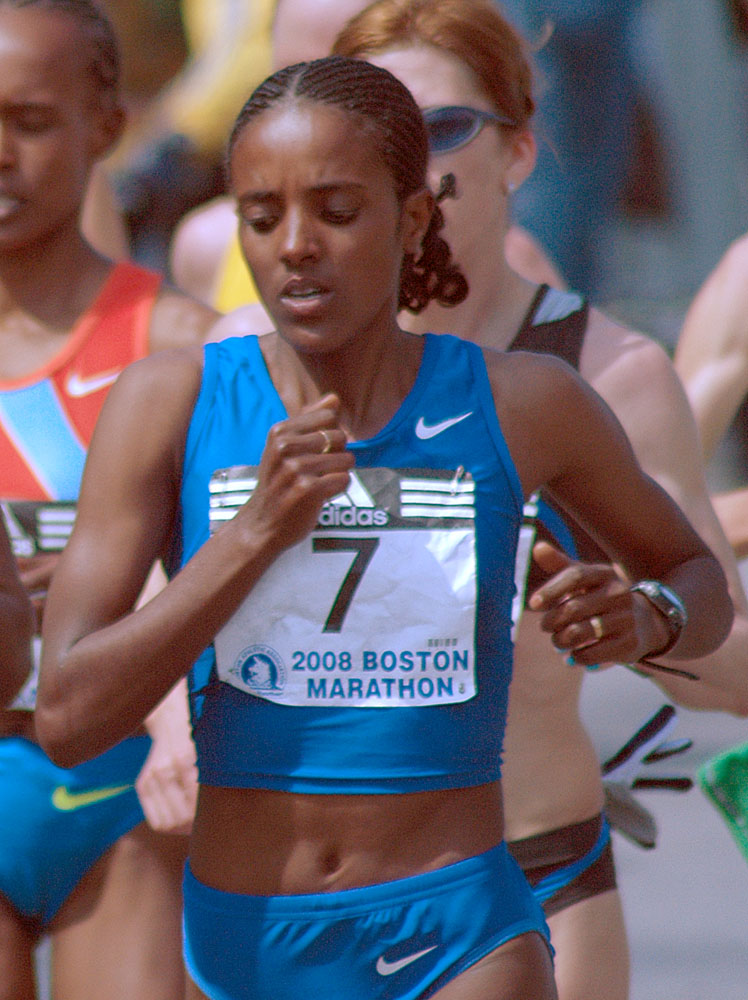
Dire Tune – Rang 22
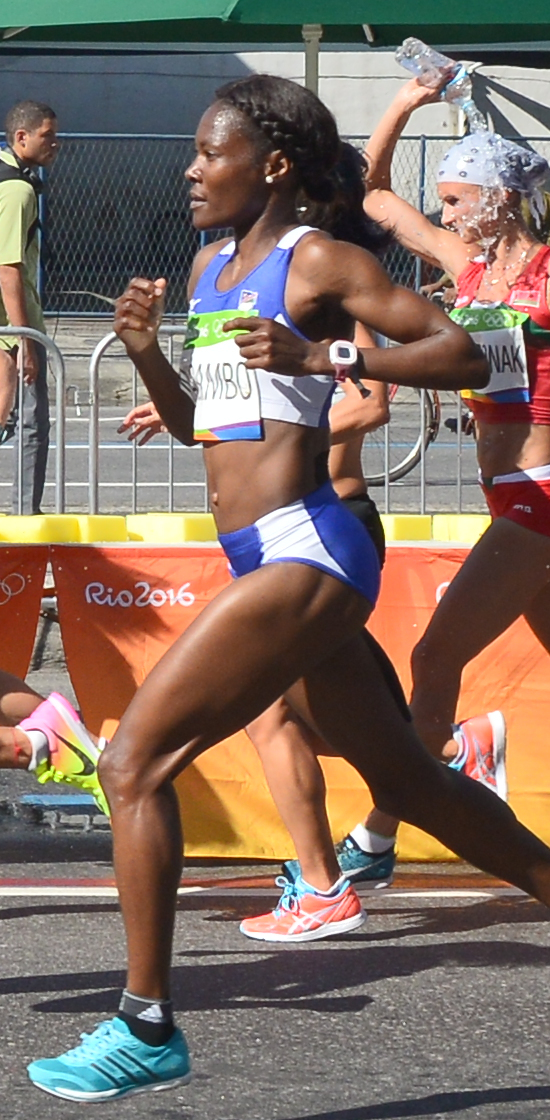
Beata Naigambo – Rang 23
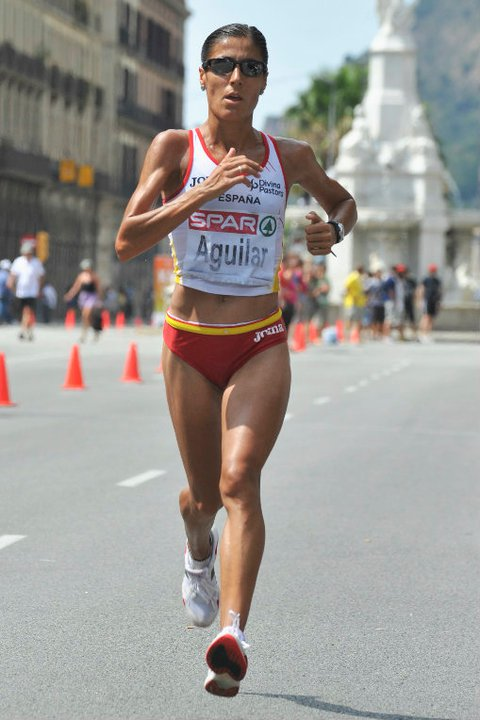
Alessandra Aguilar – Rang 24
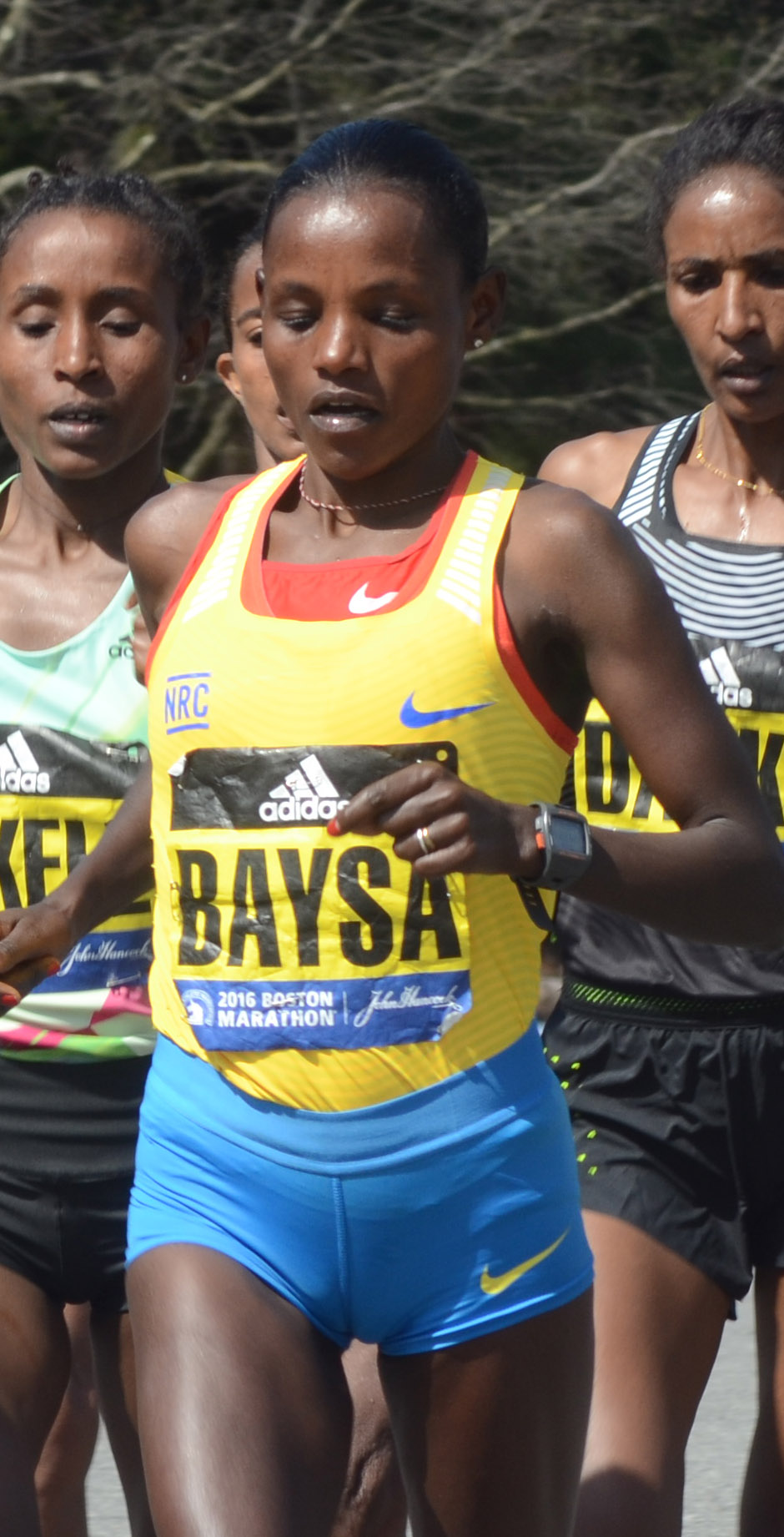
Atsede Baysa – Rang 26
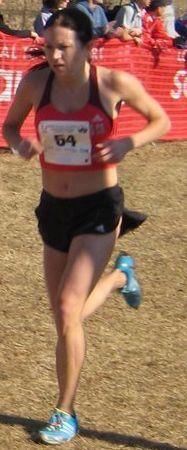
Tera Moody – Rang 27
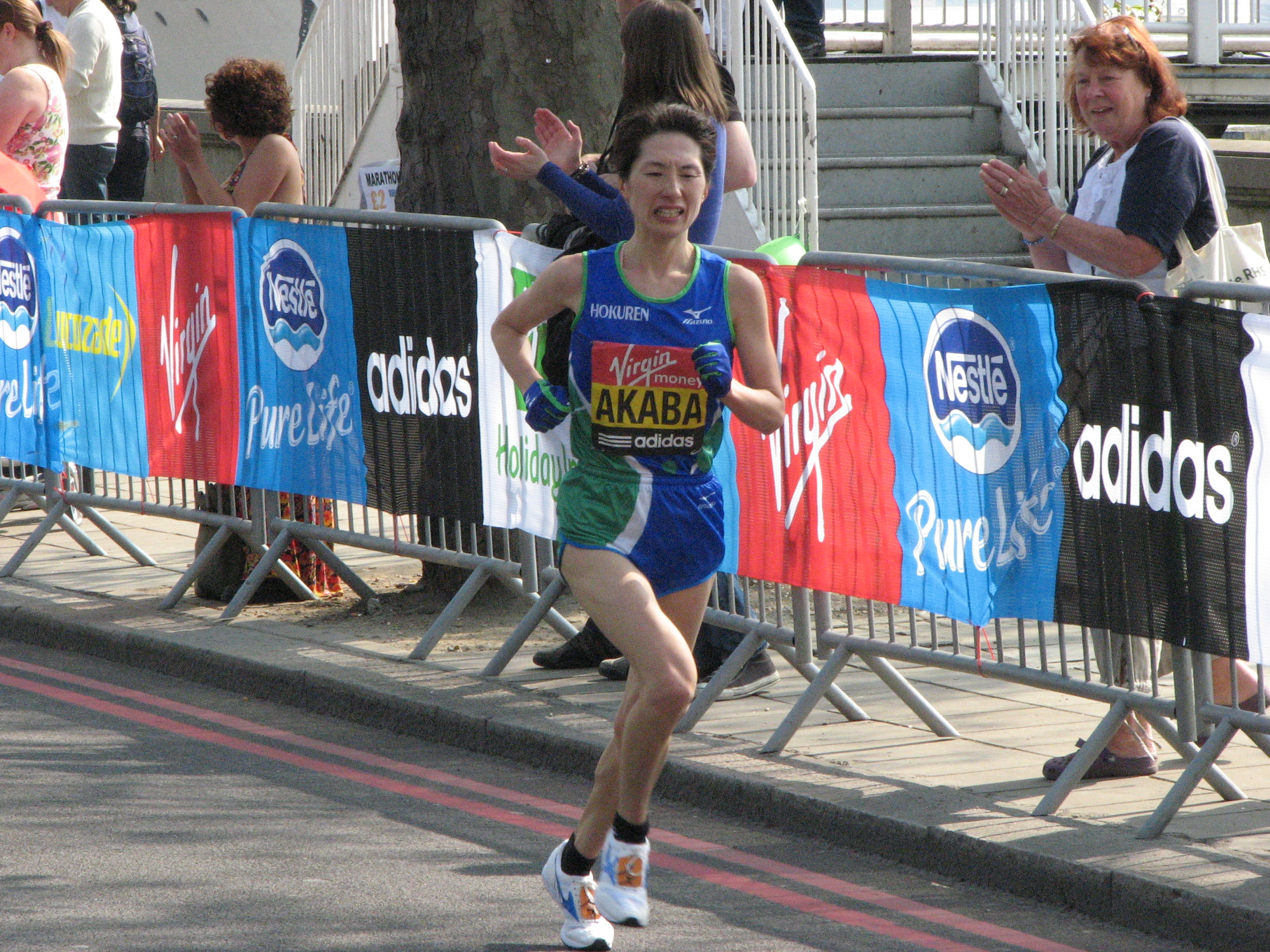
Yukiko Akaba – Rang dreißig
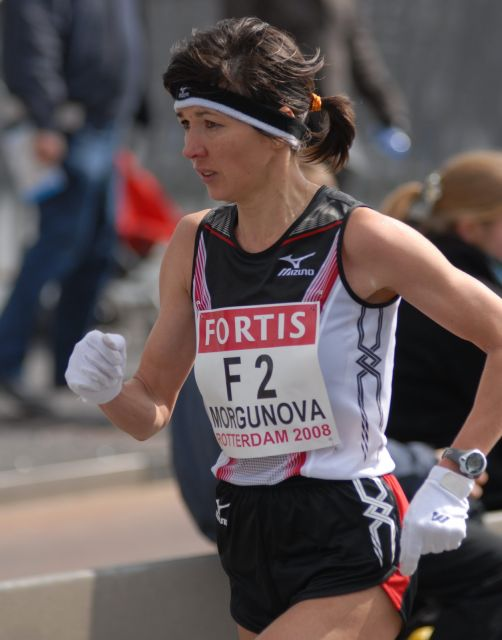
Ljubow Morgunowa – Rang 31
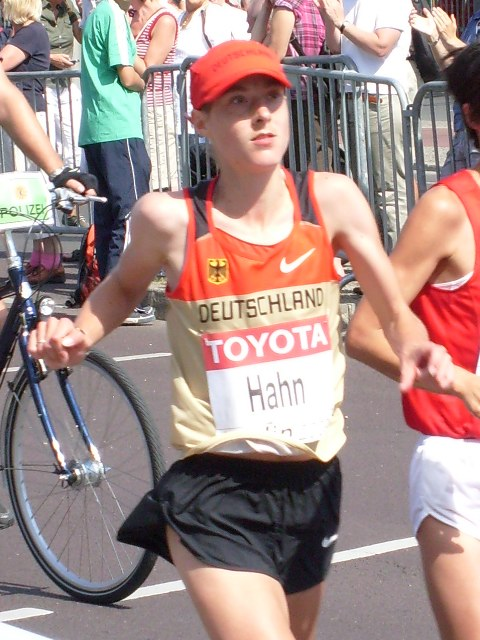
Susanne Hahn – Rang 33
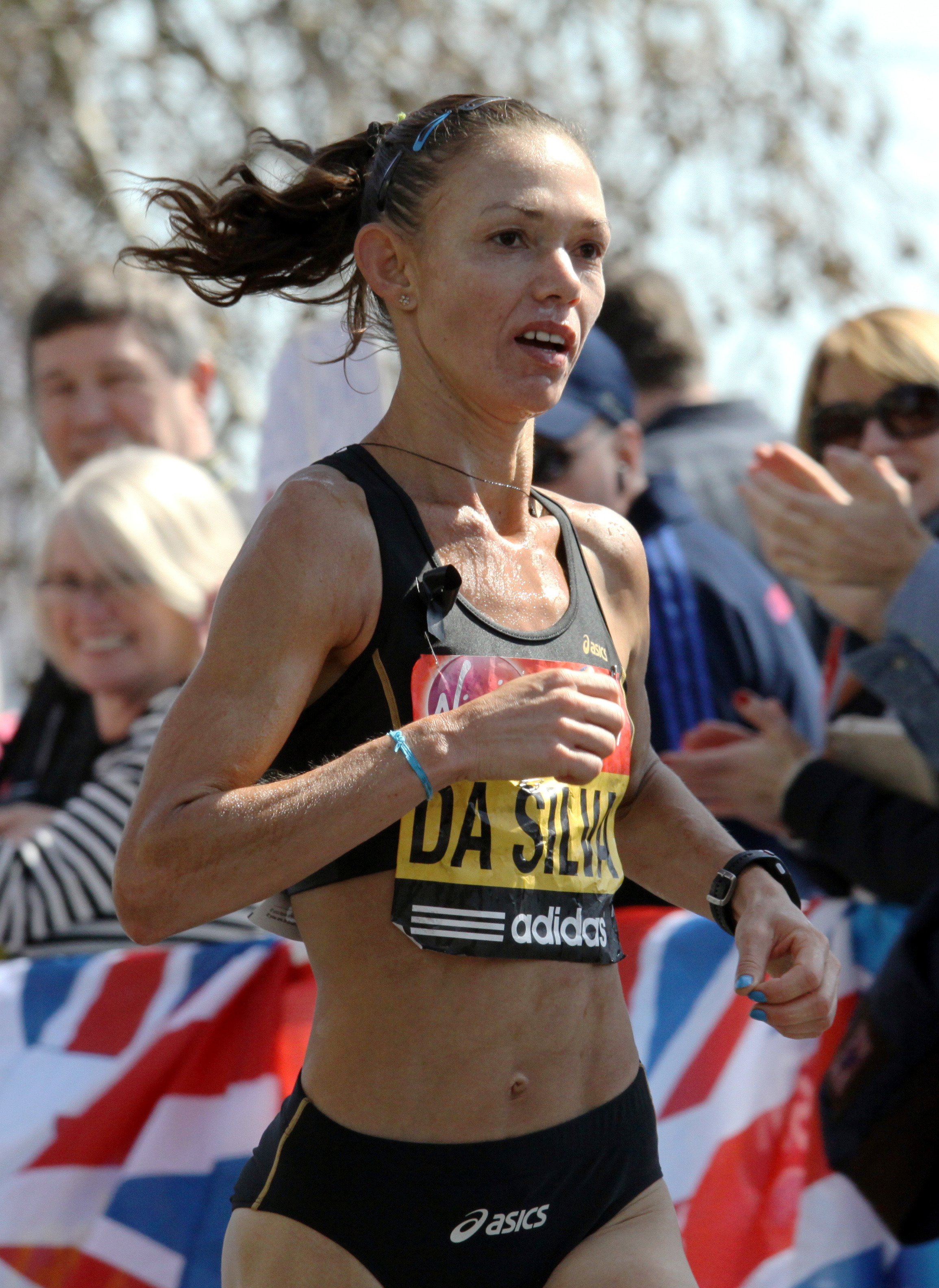
Adriana Aparecida da Silva – Rang 42
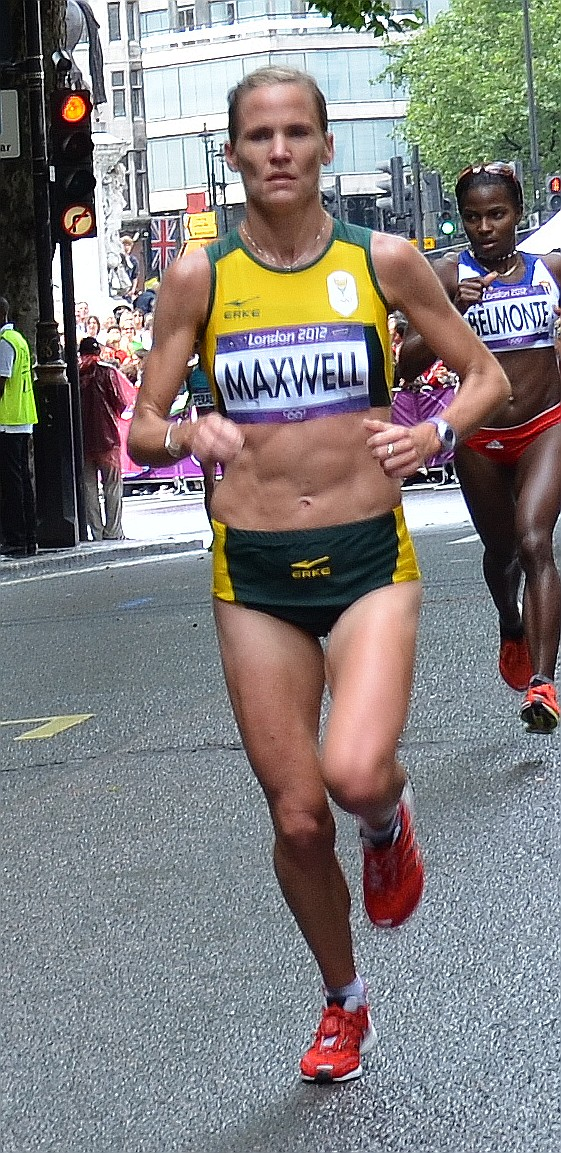
Tanith Maxwell – Rang 44
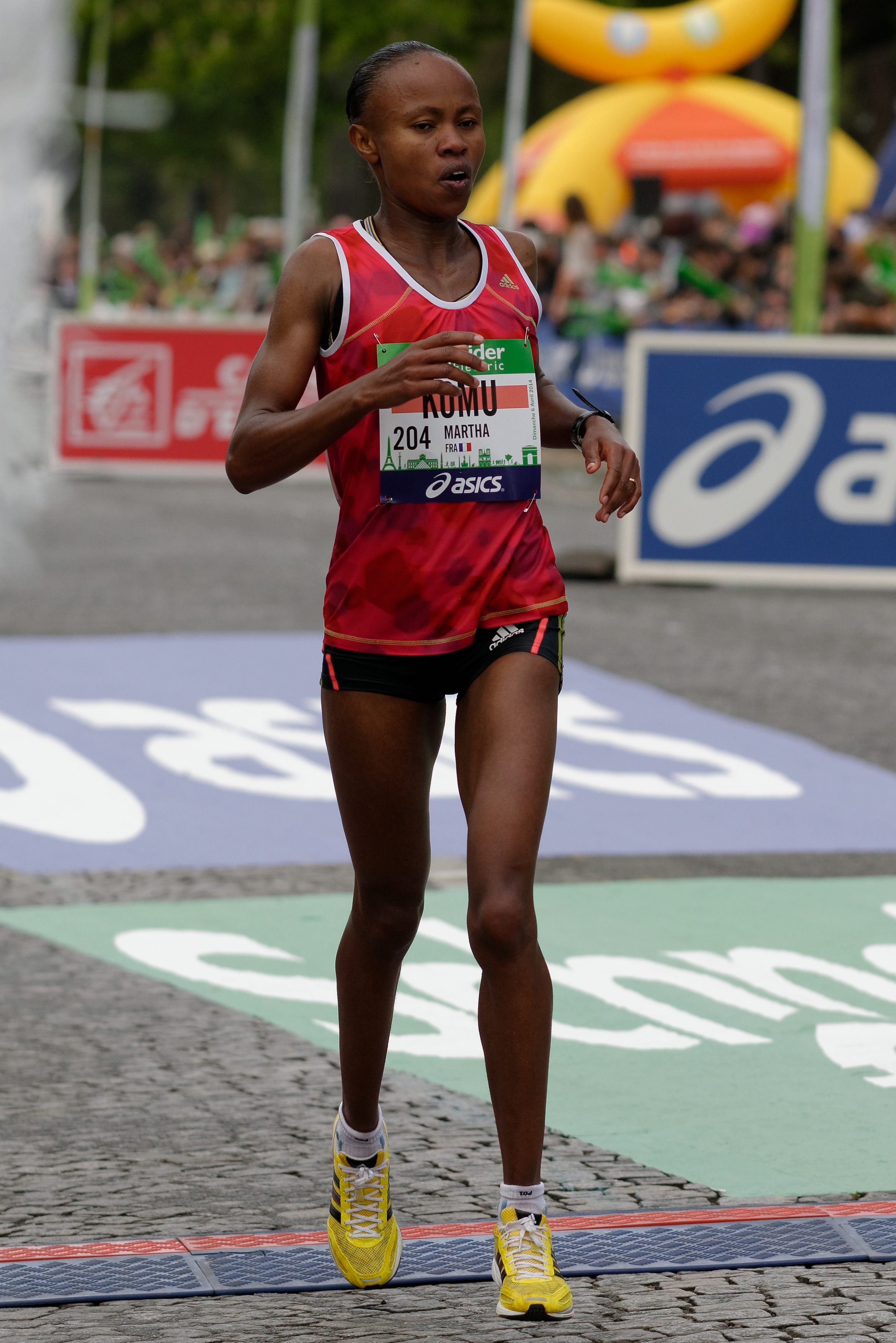
Martha Komu – Rang 46
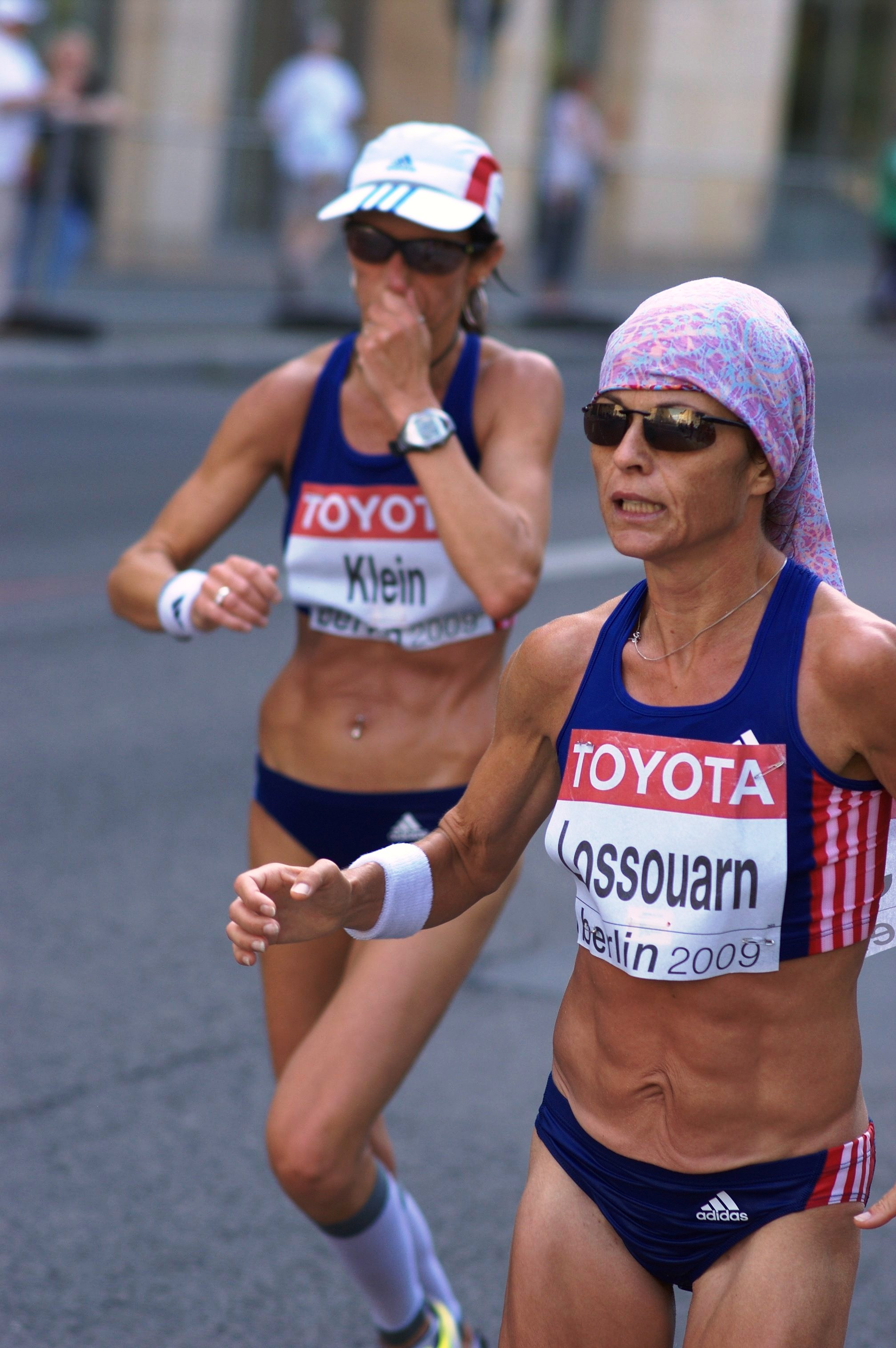
Patricia Lossouarn (re.) – Rang 48 / Laurene Klein – Rang 49
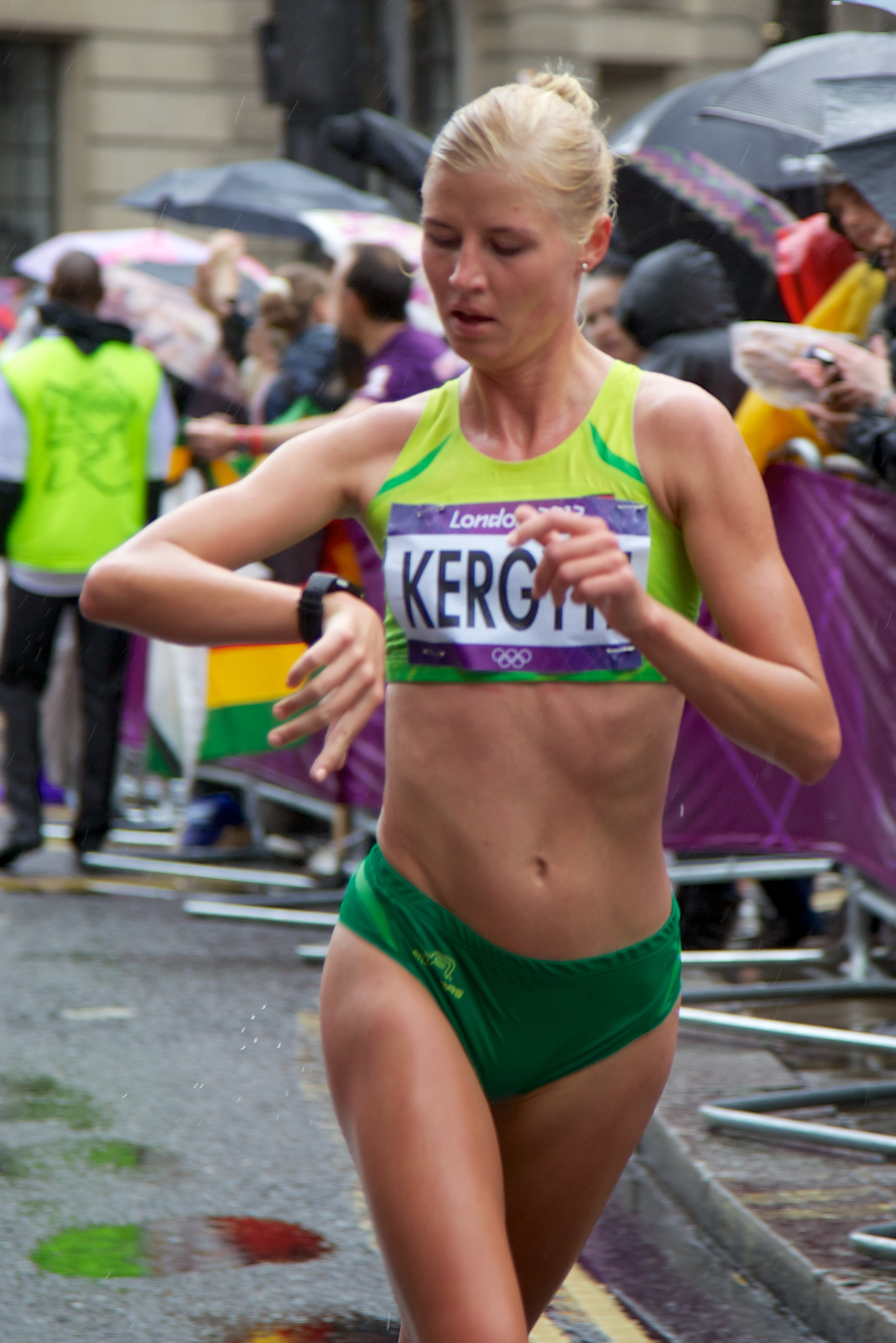
Remalda Kergytė – Rang 51
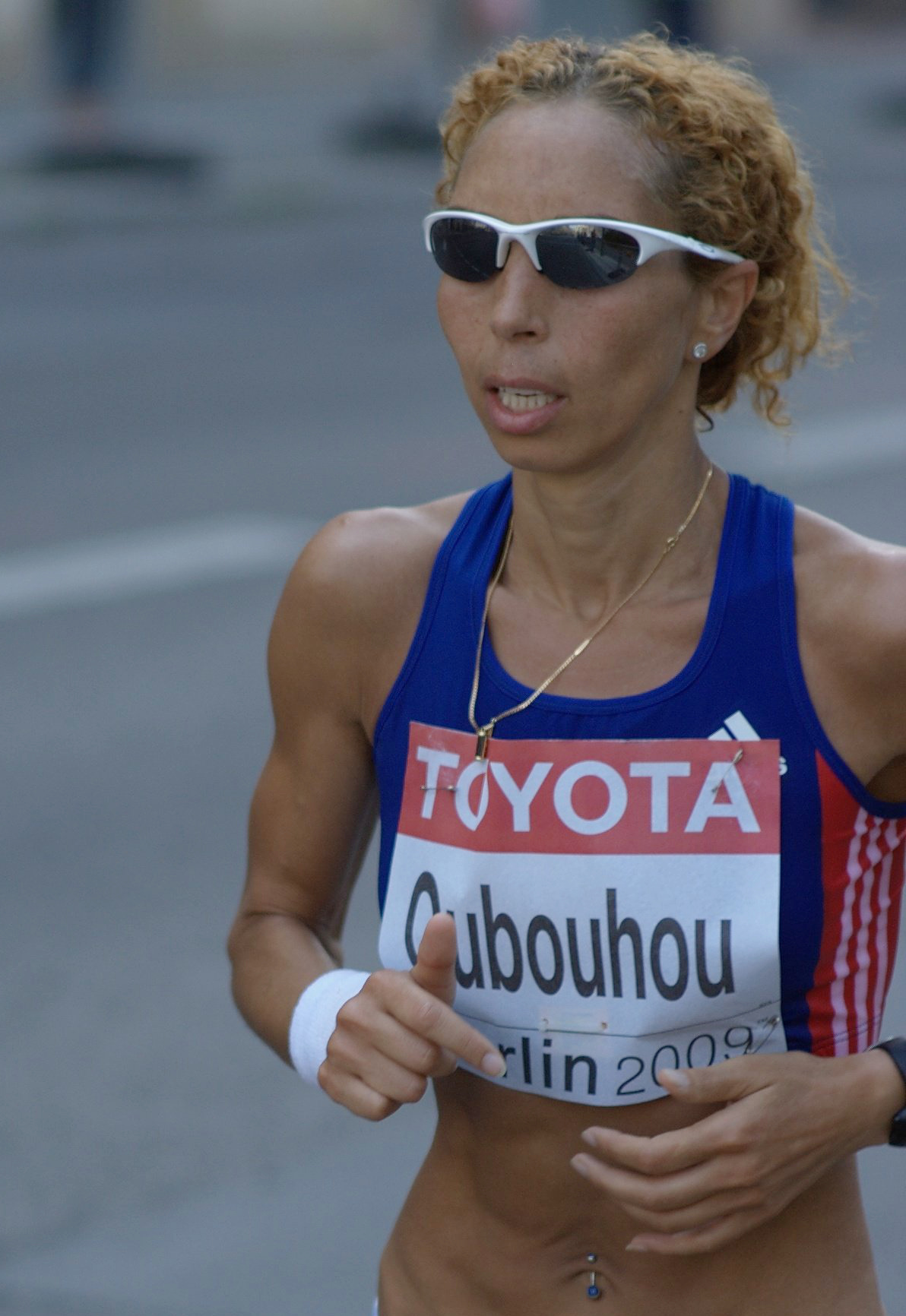
Yamna Oubouhou – Rang 54
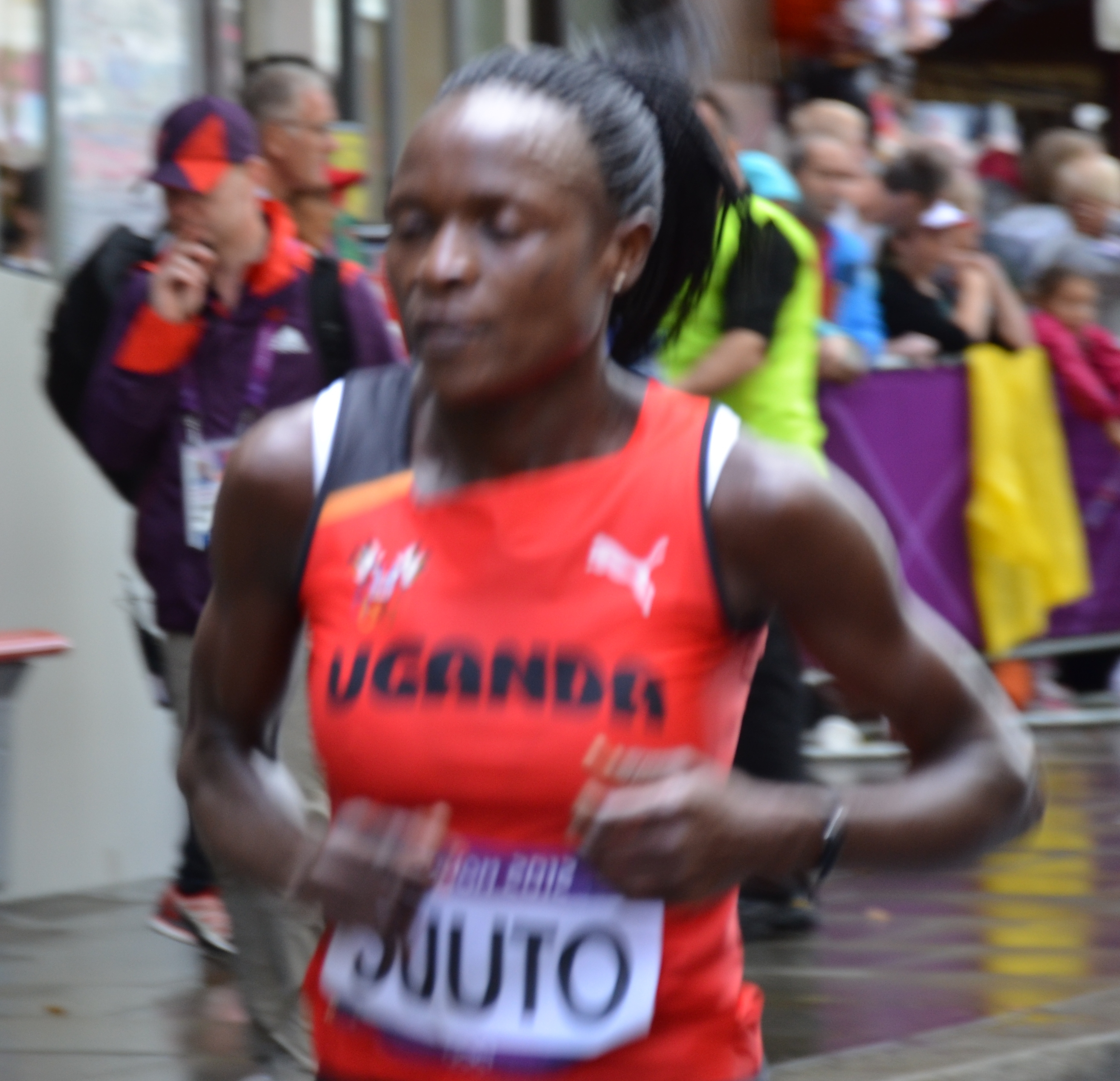
Jane Suuto – Rang 57
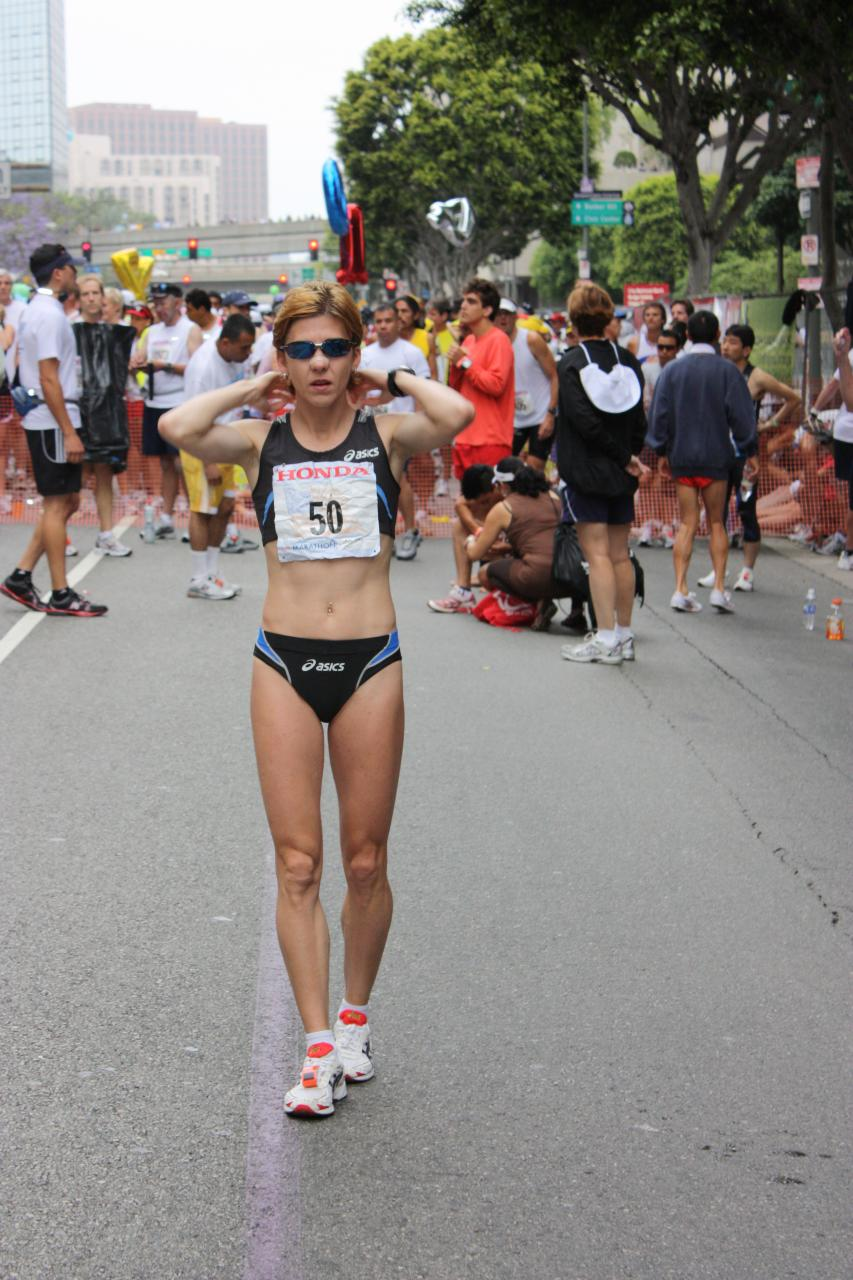
Nuța Olaru – Rang 59
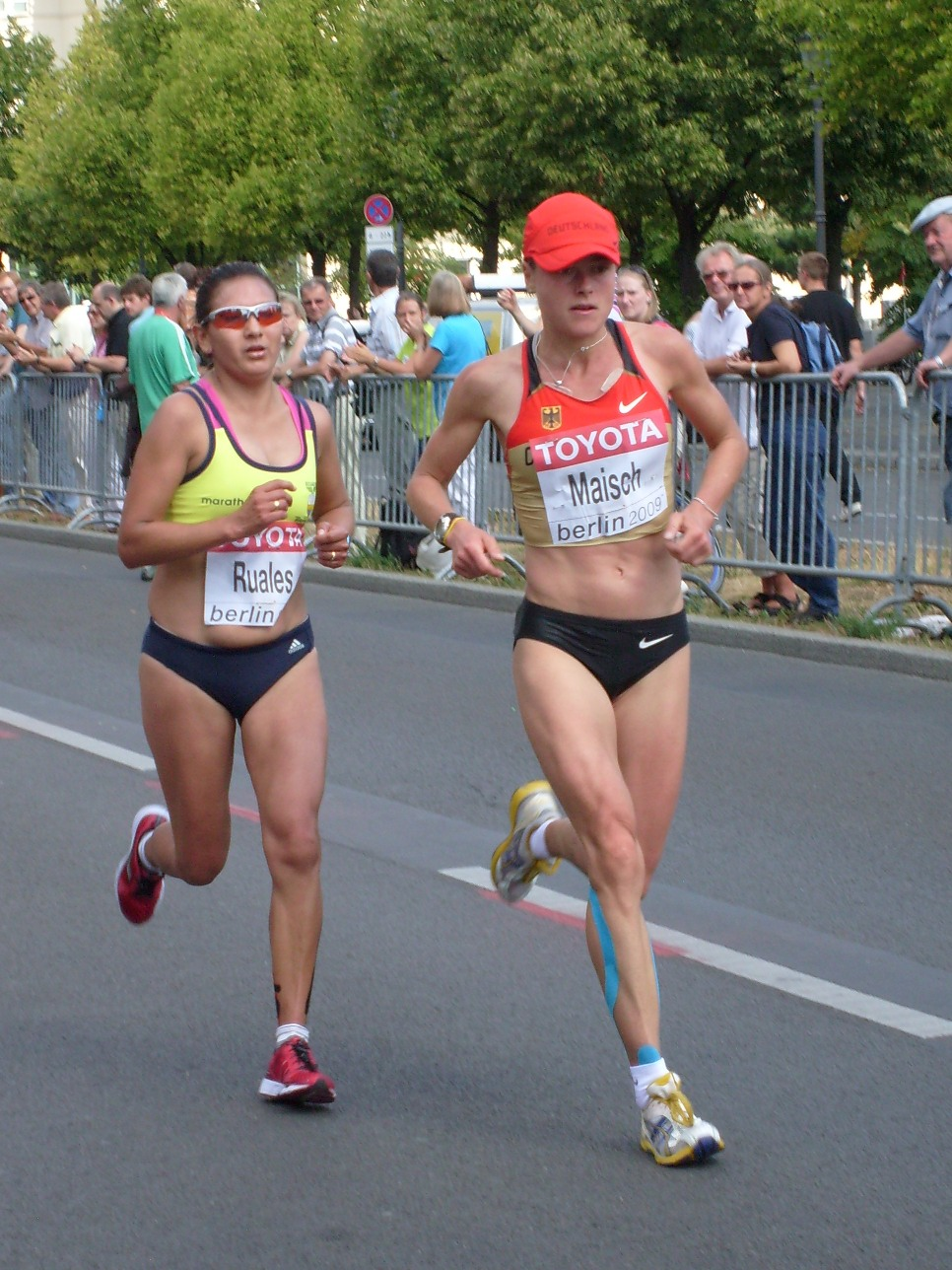
Sandra Ruales (li.) – Rang 56 / Ulrike Maisch – nicht im Ziel
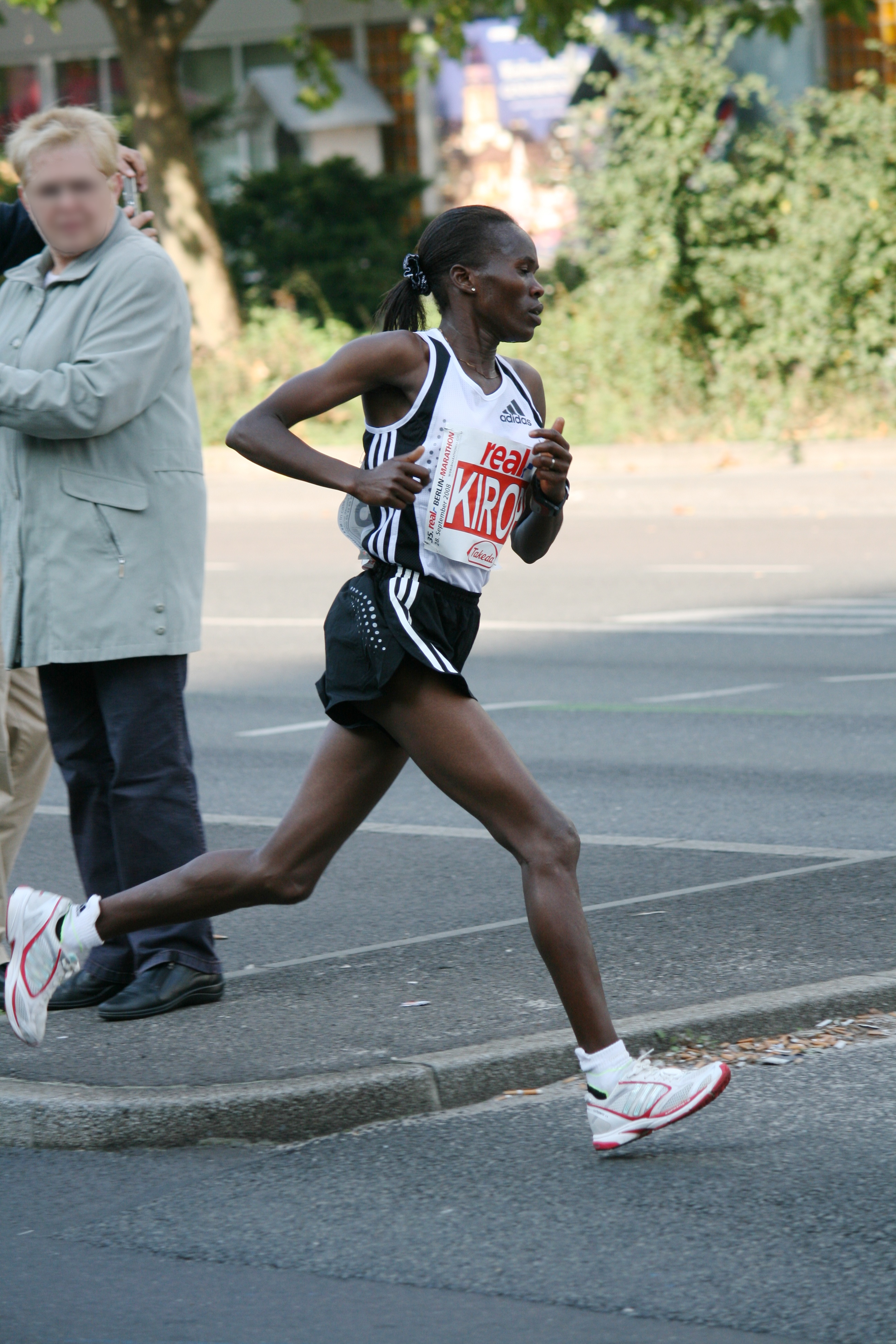
Helena Loshanyang Kirop – Rennen nicht beendet
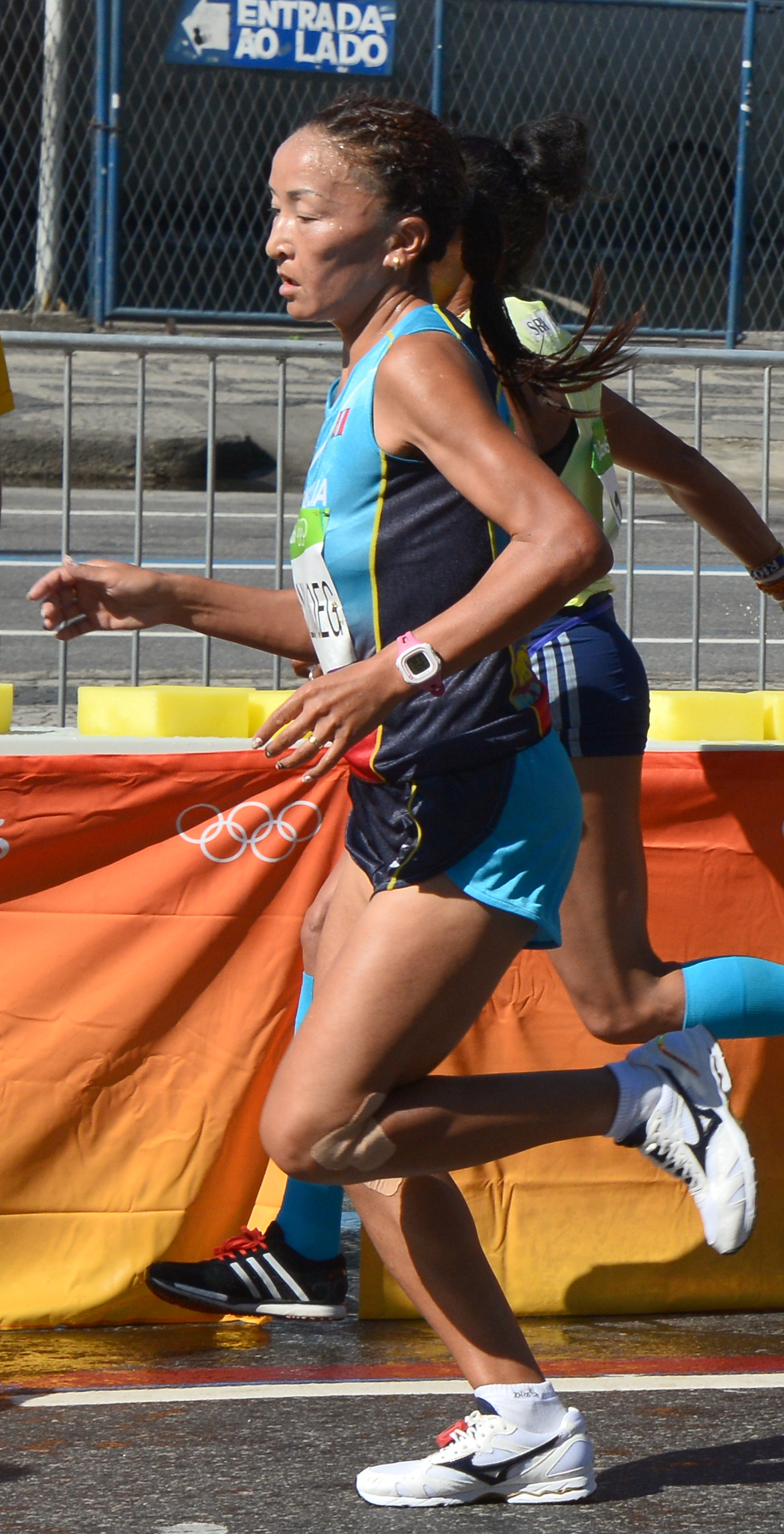
Luwsanlchündegiin Otgonbajar – Rennen nicht beendet
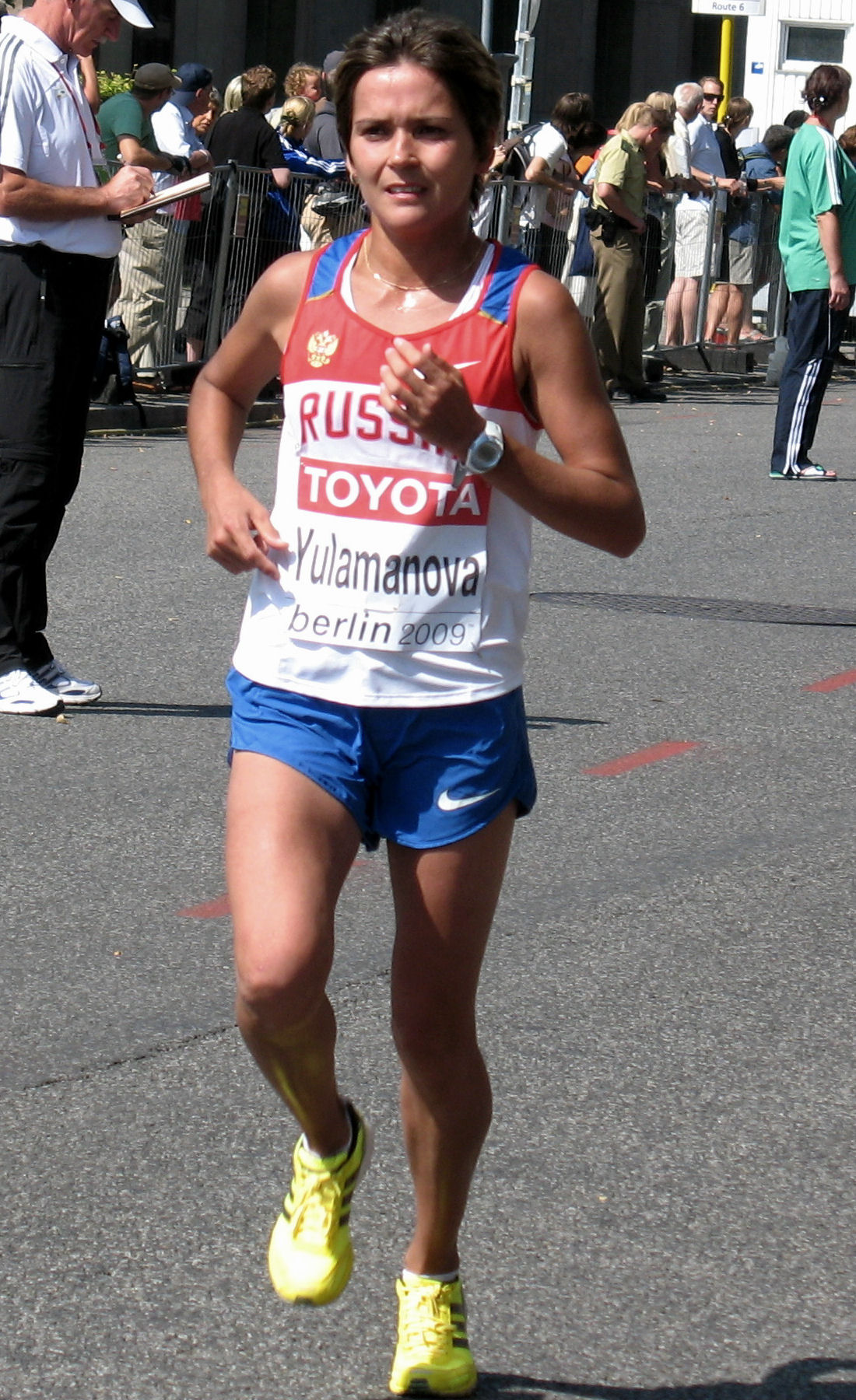
Dopingsünderin Nailja Julamanowa

## Video
- Women's Marathon - World Championships in Berlin 2009, youtube.com, abgerufen am 5. Dezember 2020